# Rubén Darío
Félix Rubén García Sarmiento, conocido como Rubén Darío (Metapa, 18 de enero de 1867-León, 6 de febrero de 1916), fue un poeta, escritor, periodista y diplomático nicaragüense. Fue máximo representante del modernismo literario en lengua española. Es, quizás, el poeta que ha tenido una mayor y más duradera influencia en la poesía del siglo XX en el ámbito hispano, y por ello es llamado «príncipe de las letras castellanas».

## Biografía

### Comienzos
Fue el primer hijo de Manuel García y Rosa Sarmiento, quienes se habían casado en León en 1866, tras conseguir las dispensas eclesiásticas necesarias, pues se trataba de primos segundos.
La conducta de Manuel, aficionado al alcohol y a las mujeres, hizo que Rosa, embarazada, tomara la decisión de abandonar el hogar conyugal y refugiarse en la ciudad de Metapa, en la que dio a luz a su hijo, Félix Rubén. El matrimonio se reconcilió; Rosa llegó a dar a luz a otra hija de Manuel, Cándida Rosa, quien murió a los pocos días. La relación se deterioró otra vez y Rosa abandonó a su marido para ir a vivir con su hijo en casa de su tía Bernarda Sarmiento, quien vivía con su esposo, el coronel Félix Ramírez Madregil, en la misma ciudad de León. Rosa Sarmiento conoció poco después a otro hombre, y estableció con él su residencia en San Marcos de Colón, en Honduras.
Aunque según su fe de bautismo el primer apellido de Rubén era García, la familia paterna era conocida desde generaciones por el apellido Darío. Rubén lo explicó en su autobiografía:

Según lo que algunos ancianos de aquella ciudad de mi infancia me han referido, uno de mis tatarabuelos tenía por nombre Darío. En la pequeña población conocíale todo el mundo por don Darío; a sus hijos e hijas, por los Daríos, las Daríos. Fue así desapareciendo el primer apellido, a punto de que mi bisabuela paterna firmaba ya Rita Darío; y ello, convertido en patronímico, llegó a adquirir valor legal; pues mi padre, que era comerciante, realizó todos sus negocios ya con el nombre de Manuel Darío [...].

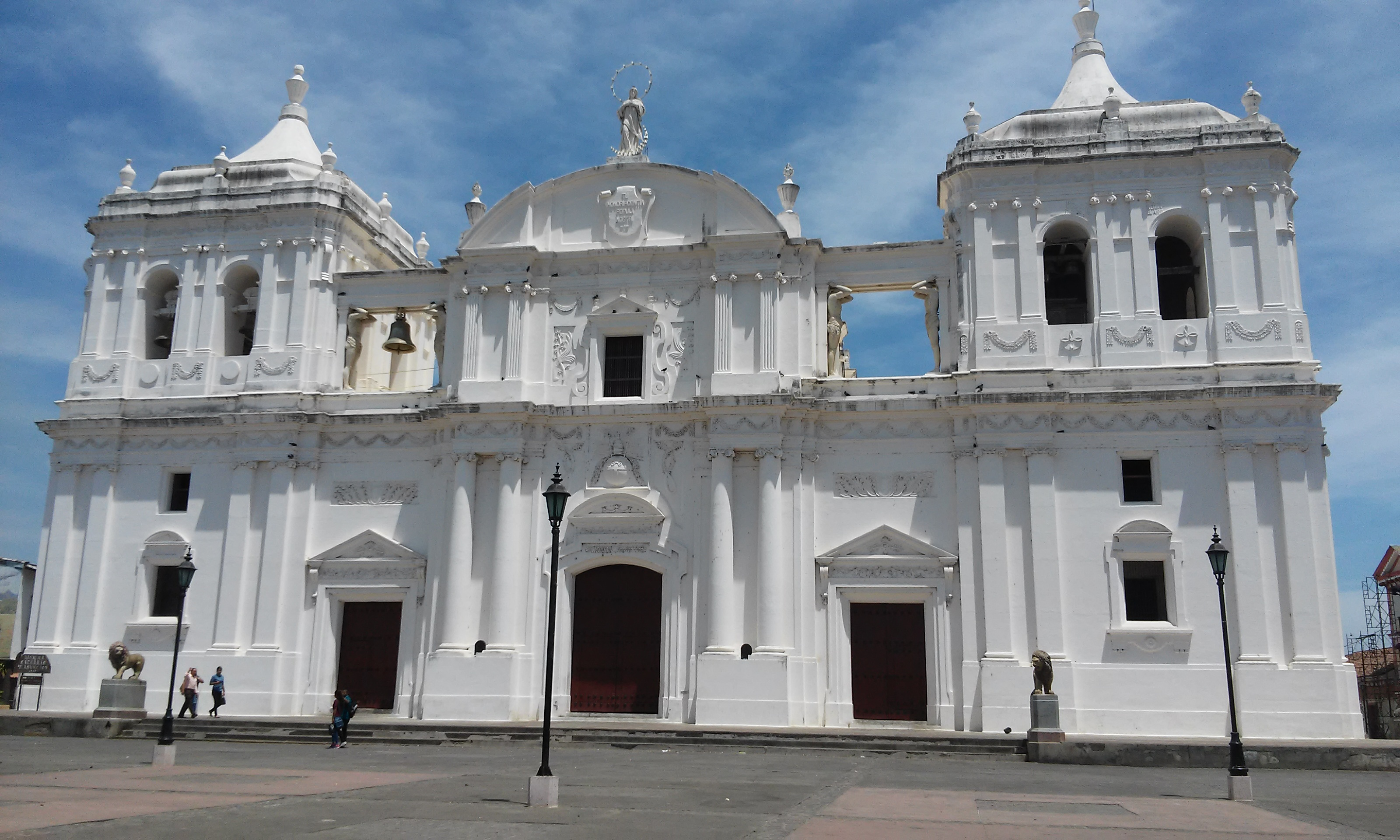
La catedral-basílica de la Asunción, en la ciudad de León, en la que transcurrió la infancia del poeta. Sus restos se encuentran sepultados en esta iglesia.

La niñez de Darío transcurrió en León, criado por sus tíos abuelos Félix y Bernarda, a quienes consideró en su infancia sus verdaderos padres (durante sus primeros años firmaba sus trabajos escolares como Félix Rubén Ramírez). Apenas tuvo contacto con su madre, que residía en Honduras, y con su padre, a quien llamaba «tío Manuel».
Sobre sus primeros años hay pocas noticias, aunque se sabe que a la muerte del coronel Félix Ramírez, en 1871, la familia pasó apuros económicos, e incluso se pensó en colocar al joven Rubén como aprendiz de sastre. Según su biógrafo Edelberto Torres, asistió a varias escuelas de León antes de pasar, en 1879 y 1880, a educarse con los jesuitas.
Lector precoz, en su Autobiografía señala:

Fui algo niño prodigio. A los tres años sabía leer; según se me ha contado.

Entre los primeros libros que menciona haber leído están el Quijote, las obras de Moratín, Las mil y una noches, la Biblia, los Oficios de Cicerón, y la Corina (Corinne) de Madame de Staël. Pronto empezó también a escribir sus primeros versos: se conserva un soneto escrito por él en 1879, y publicó por primera vez en un periódico poco después de cumplir los 13: se trata de la elegía Una lágrima, que apareció en el diario El Termómetro, de la ciudad de Rivas, el 26 de julio de 1880. Poco después colaboró también en El Ensayo, revista literaria de León, y alcanzó fama como «poeta niño». En estos primeros versos, según Teodosio Fernández, sus influencias predominantes eran los poetas españoles de la época: Zorrilla, Campoamor, Núñez de Arce y Ventura de la Vega.
Más adelante, se interesó mucho por la obra de Victor Hugo, que tendría una influencia determinante en su labor poética. Sus obras de esta época muestran también la impronta del pensamiento liberal, hostil a la excesiva influencia de la Iglesia católica, como es el caso su composición El jesuita, de 1881. En cuanto a su actitud política, su influencia más destacada fue el ecuatoriano Juan Montalvo, a quien imitó de manera deliberada en sus primeros artículos periodísticos. En esta época (contaba 14 años) proyectó publicar un primer libro, Poesías y artículos en prosa, que no vería la luz hasta el cincuentenario de su muerte. Poseía una superdotada memoria, gozaba de una creatividad y retentiva genial, y era invitado con frecuencia a recitar poesía en reuniones sociales y actos públicos.
En diciembre de 1881 se trasladó a Managua, capital del país, a instancias de algunos políticos liberales que habían concebido la idea de que, dadas sus dotes poéticas, debería educarse en Europa a costa del erario público. No obstante, el tono anticlerical de sus versos no convenció al presidente del Congreso, el conservador Pedro Joaquín Chamorro y Alfaro, y se resolvió que estudiaría en la ciudad nicaragüense de Granada. Rubén, sin embargo, prefirió quedarse en Managua, donde continuó su actividad periodística, colaborando con los diarios El Ferrocarril y El Porvenir de Nicaragua. En agosto de 1882 se embarcó en el puerto de Corinto hacia El Salvador.

### En El Salvador
En El Salvador, el joven Darío fue presentado por el poeta Joaquín Méndez al presidente de la república, Rafael Zaldívar, quien lo acogió bajo su protección. Allí conoció al poeta salvadoreño Francisco Gavidia, gran conocedor de la poesía francesa. Bajo sus auspicios, Darío intentó por primera vez adaptar el verso alejandrino francés a la métrica castellana. El uso del verso alejandrino se convertiría después en un rasgo distintivo no solo de la obra de Darío, sino de toda la poesía modernista. Aunque en El Salvador gozó de bastante celebridad y llevó una intensa vida social, participó en festejos como la conmemoración del centenario de Bolívar, que abrió con la recitación de un poema suyo. 
Más tarde pasó penalidades económicas y enfermó de viruela, por lo cual en octubre de 1883, todavía convaleciente, regresó a su país natal.
Tras su regreso, residió breve tiempo en León y después en Granada, pero al final se trasladó de nuevo a Managua, donde encontró trabajo en la Biblioteca Nacional, y reanudó sus amoríos con Rosario Murillo. En mayo de 1884 fue condenado por vagancia a la pena de ocho días de obra pública, aunque logró eludir el cumplimiento de la condena. Por entonces continuaba experimentando con nuevas formas poéticas, e incluso llegó a tener un libro listo para su impresión, que iba a titularse Epístolas y poemas. Este segundo libro tampoco llegó a publicarse: habría de esperar hasta 1888, en que apareció por fin con el título de Primeras notas. Probó suerte también con el teatro, y llegó a estrenar una obra, titulada Cada oveja..., que tuvo cierto éxito, pero que hoy se ha perdido. No obstante, encontraba insatisfactoria la vida en Managua y, aconsejado por el salvadoreño Juan José Cañas, optó por embarcarse para Chile, hacia donde partió el 5 de junio de 1886.

### En Chile

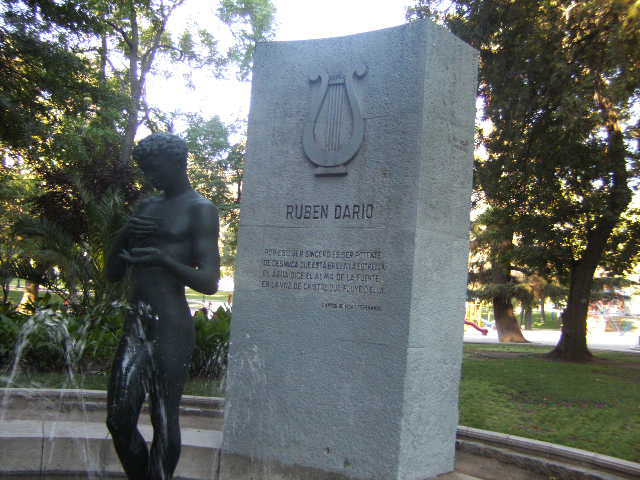
Monumento a Rubén Darío en el Parque Forestal, Santiago, Chile.

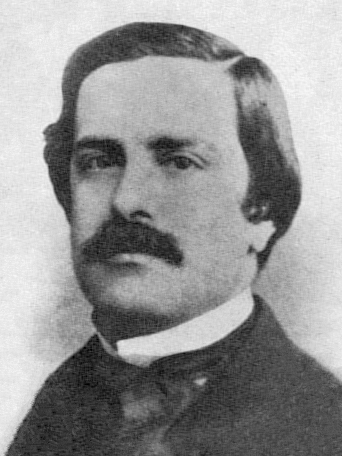
Juan Valera.

Desembarcó en Valparaíso el 24 de junio de 1886, según las memorias del propio Darío detalladas por su biógrafo Edelberto Torres Espinosa, o en los primeros días de junio según sugieren Francisco Contreras y Flavio Rivera Montealegre. En Chile, gracias a recomendaciones obtenidas en Managua, recibió la protección de Eduardo Poirier y del poeta Eduardo de la Barra. A medias con Poirier escribió una novela de tipo sentimental, Emelina, con el objetivo de participar en un concurso literario que la novela no llegó a ganar. Gracias a la amistad de Poirier, Darío encontró trabajo en el diario La Época, de Santiago desde julio de 1886.
En su etapa chilena, Darío vivió en condiciones muy precarias, y debió soportar continuas humillaciones por parte de la aristocracia, que lo despreciaba por su escaso refinamiento.[cita requerida] No obstante, llegó a hacer algunas amistades, como el hijo del entonces presidente de la República, el poeta Pedro Balmaceda Toro. Gracias al apoyo de este y de otro amigo, Manuel Rodríguez Mendoza, a quien el libro está dedicado, logró Darío publicar su primer libro de poemas, Abrojos, que apareció en marzo de 1887. Entre febrero y septiembre de 1887, Darío residió en Valparaíso, donde participó en varios certámenes literarios. De regreso en la capital, encontró trabajo en el diario El Heraldo, con el que colaboró entre febrero y abril de 1888. 
En julio, apareció en Valparaíso, gracias a la ayuda de sus amigos Eduardo Poirier y Eduardo de la Barra, Azul..., el libro clave de la recién iniciada revolución literaria modernista. Azul... recopilaba una serie de poemas y de textos en prosa que ya habían aparecido en la prensa chilena entre diciembre de 1886 y junio de 1888. El libro no tuvo un éxito inmediato, pero fue muy bien acogido por el influyente novelista y crítico literario español Juan Valera, quien publicó en el diario madrileño El Imparcial, en octubre de 1888, dos cartas dirigidas a Darío, en las cuales, aunque le reprochaba sus excesivas influencias francesas (su «galicismo mental», según la expresión utilizada por Valera), reconocía en él a «un prosista y un poeta de talento». Fueron estas cartas de Valera, luego divulgadas en la prensa chilena y de otros países, las que consagraron para siempre la fama de Darío.

### Periplo centroamericano
Esta fama le permitió ser corresponsal del diario La Nación, de Buenos Aires, que era en la época el periódico de mayor difusión de toda Hispanoamérica. Poco después de enviar su primera crónica a La Nación, emprendió el viaje de regreso a Nicaragua. Tras una breve escala en Lima, donde conoció al escritor Ricardo Palma, llegó al puerto de Corinto el 7 de marzo de 1889. En la ciudad de León fue agasajado con un recibimiento triunfal. No obstante, se detuvo poco tiempo en Nicaragua, y enseguida se trasladó a San Salvador, donde fue nombrado director del diario La Unión, defensor de la unión centroamericana. En San Salvador contrajo matrimonio civil con Rafaela Contreras Cañas, hija de un famoso orador hondureño, Álvaro Contreras, el 21 de junio de 1890. Al día siguiente de su boda, se produjo un golpe de Estado contra el presidente, el general Francisco Menéndez, cuyo principal artífice fue el general Ezeta (que había estado como invitado en la boda de Darío). Aunque el nuevo presidente quiso ofrecerle cargos de responsabilidad, Darío prefirió irse del país. A finales de junio se trasladó a Guatemala, en tanto que la recién casada permanecía en El Salvador. En Guatemala, el presidente Manuel Lisandro Barillas iniciaba los preparativos de una guerra contra El Salvador, y Darío publicó en el diario guatemalteco El Imparcial un artículo, titulado «Historia negra», denunciando la traición de Ezeta.
En diciembre de 1890 le fue encomendada la dirección de un periódico de nueva creación, El Correo de la Tarde. Ese año publicó en Guatemala la segunda edición de su exitoso libro de poemas Azul..., ampliado, y llevando como prólogo las dos cartas de Juan Valera que habían supuesto su consagración literaria (desde entonces, es habitual que las cartas de Valera aparezcan en todas las ediciones de este libro de Darío). Entre las adiciones importantes a la segunda edición de Azul... destacan los Sonetos áureos (Caupolicán, Venus y De invierno) y Los medallones en número de seis, a los que se suman los Èchos, tres poemas redactados en francés. En enero del año siguiente, su esposa, Rafaela Contreras, se reunió con él en Guatemala, y el 11 de febrero contrajeron matrimonio religioso en la catedral de Guatemala. En junio, El Correo de la Tarde dejó de percibir la subvención gubernamental y debió cerrar. Darío optó por probar suerte en Costa Rica, y se instaló en agosto en la capital del país, San José. En Costa Rica, donde apenas era capaz de sacar adelante a su familia, agobiado por las deudas a pesar de algunos empleos eventuales, nació su primer hijo, Rubén Darío Contreras, el 11 de noviembre de 1891.

### Viajes
Al año siguiente, dejando a su familia en Costa Rica, marchó a Guatemala, y luego a Nicaragua, en busca de mejor suerte. El gobierno nicaragüense lo nombró miembro de la delegación que iba a enviar a Madrid con motivo del cuarto centenario del descubrimiento de América, lo que para Darío suponía concretar su sueño de viajar a Europa.
Rumbo a España hizo escala en La Habana, donde conoció al poeta Julián del Casal, y a otros artistas, como Aniceto Valdivia y Raoul Cay. El 14 de agosto de 1892 desembarcó en Santander, desde donde siguió viaje por tren hacia Madrid. Entre las personalidades que frecuentó en la capital de España estuvieron los poetas Gaspar Núñez de Arce, José Zorrilla y Salvador Rueda, los novelistas Juan Valera y Emilia Pardo Bazán, el erudito Marcelino Menéndez Pelayo, y varios destacados políticos, como Emilio Castelar y Antonio Cánovas del Castillo. En noviembre regresó a Nicaragua, donde recibió un telegrama procedente de San Salvador en que se le notificaba la enfermedad de su esposa, que falleció el 23 de enero de 1893.
A comienzos de 1893, Rubén permaneció en Managua, donde renovó sus amoríos con Rosario Murillo, cuya familia le obligó a contraer matrimonio. En abril viajó a Panamá, donde recibió la noticia de que su amigo, el presidente colombiano Miguel Antonio Caro, le había concedido el cargo de cónsul honorífico en Buenos Aires. Dejó a Rosario en Panamá, y emprendió el viaje hacia la capital argentina (en un periplo que primero lo lleva a Norteamérica y Europa), pasó por Nueva York, ciudad en la que conoció al ilustre poeta cubano José Martí, con quien le unían no pocas afinidades; y luego realizó su sueño juvenil de viajar a París, donde fue introducido en los medios bohemios por el guatemalteco Enrique Gómez Carrillo y el español Alejandro Sawa. En la capital francesa conoció a Jean Moréas y tuvo un decepcionante encuentro con su admirado Paul Verlaine (tal vez, el poeta francés que más influyó en su obra).
El 13 de agosto de 1893 llegó a Buenos Aires, ciudad que le causó una honda impresión. Atrás quedó su esposa Rosario, encinta. El 26 de diciembre dio a luz un niño, bautizado Darío Darío, del cual diría su madre: «su parecido con el padre era perfecto». Sin embargo, la criatura moriría a consecuencia del tétano al mes y medio de nacido, porque su abuela materna le cortó el cordón umbilical con unas tijeras que no estaban desinfectadas.

### En Argentina

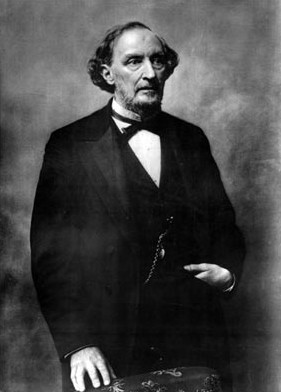
Bartolomé Mitre, a quien Darío dedicó su Oda a Mitre.

En Buenos Aires, Darío fue muy bien recibido por los medios intelectuales. Colaboró con varios periódicos: además de La Nación, donde ya era corresponsal, publicó artículos en La Prensa, La Tribuna y El Tiempo, por citar algunos. Su trabajo como cónsul de Colombia era honorífico, ya que, como indicó en su autobiografía, «no había casi colombianos en Buenos Aires y no existían transacciones ni cambios comerciales entre Colombia y la República Argentina». En la capital argentina llevó una vida de desenfreno, siempre al borde de sus posibilidades económicas, y sus excesos con el alcohol fueron causa de que tuviera que recibir cuidados médicos en varias ocasiones. Entre los personajes que trató se encuentran políticos ilustres, como Bartolomé Mitre, pero también poetas como el mexicano Federico Gamboa, el boliviano Ricardo Jaimes Freyre y los argentinos Rafael Obligado y Leopoldo Lugones.
El 3 de mayo de 1895 murió su madre, Rosa Sarmiento, a quien apenas había conocido, pero cuya muerte le afectó mucho. En octubre, surgió un nuevo contratiempo, ya que el gobierno colombiano suprimió su consulado en Buenos Aires, por lo cual Darío se quedó sin una importante fuente de ingresos. Para remediarlo, obtuvo un empleo como secretario de Carlos Carlés, director general de Correos y Telégrafos.
En 1896, en Buenos Aires, publicó dos libros cruciales en su obra: Los raros, una colección de artículos sobre los escritores que, por una razón u otra, más le interesaban; y, sobre todo, Prosas profanas y otros poemas, el que supuso la consagración definitiva del modernismo literario en español. Como Rubén lo explica en su autobiografía, con el tiempo los poemas de este libro alcanzarían una gran popularidad en todos los países de lengua española. Sin embargo, en sus comienzos no fue tan bien recibido como hubiera sido de esperar.
Las peticiones de Darío al gobierno nicaragüense para que le concediese un cargo diplomático no fueron atendidas; sin embargo, el poeta vio una posibilidad de viajar a Europa cuando supo que La Nación necesitaba un corresponsal en España que informase de la situación en el país tras el Desastre de 1898. Con motivo de la intervención militar de los Estados Unidos en Cuba, Darío acuñó, dos años antes que lo hiciera José Enrique Rodó, la oposición metafórica entre Ariel (personificación de Latinoamérica) y Calibán (el monstruo como metáfora de los Estados Unidos). El 3 de diciembre de 1898 Darío se embarcaba rumbo a Europa, y el 22 de diciembre llegaba a Barcelona.

### Entre Francia y España
Darío llegó a España con el compromiso, que cumplió en forma impecable, de enviar cuatro crónicas mensuales a La Nación acerca del estado en que se encontraba la nación española tras su derrota frente a Estados Unidos en la guerra hispano-estadounidense, y la pérdida de sus posesiones coloniales de Cuba, Puerto Rico, Filipinas y la isla de Guam. Estas crónicas terminarían recopilándose en un libro, que apareció en 1901, titulado España contemporánea. Crónicas y retratos literarios. En ellas, Rubén manifiesta su profunda simpatía por España, y su confianza en la recuperación de la nación, a pesar del estado de abatimiento en que la encontraba.
En España, Darío despertó la admiración de un grupo de jóvenes poetas defensores del Modernismo (movimiento que no era en absoluto aceptado por los autores consagrados, en especial los pertenecientes a la Real Academia Española). Entre estos jóvenes modernistas estaban algunos autores que luego brillarían con luz propia en la historia de la literatura española, como Juan Ramón Jiménez, Ramón María del Valle-Inclán y Jacinto Benavente, y otros que hoy están bastante más olvidados, como Francisco Villaespesa, Mariano Miguel de Val, director de la revista Ateneo, y Emilio Carrere.
En 1899, Darío, que continuaba casado con Rosario Murillo, conoció, en los jardines de la Casa de Campo de Madrid, a la hija del jardinero, Francisca Sánchez del Pozo, una campesina analfabeta natural de Navalsauz (provincia de Ávila), que se convertiría en la compañera de sus últimos años. Él la llevó a Francia y le enseñó a leer y a escribir, se casaron por lo civil y le dio tres hijos, de los cuales solo uno le sobreviviría; fue el gran amor de su vida y el poeta le dedicó su poema «A Francisca»:

Ajena al dolo y al sentir artero, / llena de la ilusión que da la fe, / lazarillo de Dios en mi sendero, / Francisca Sánchez, acompáñame...

En el mes de abril de 1900, Darío visitó por segunda vez Francia, con el encargo de La Nación de cubrir la Exposición Universal que ese año tuvo lugar en la capital francesa. Sus crónicas sobre este tema serían recogidas en el libro Peregrinaciones. Por entonces conoció en la Ciudad Luz a Amado Nervo, quien sería su amigo cercano.
En los primeros años del siglo XX, Darío fijó su lugar de residencia en la capital de Francia, y alcanzó una cierta estabilidad, no exenta de infortunios. En 1901 publicó en París la segunda edición de Prosas profanas. Ese mismo año Francisca dio a luz a una hija del poeta, Carmen Darío Sánchez, y, tras el parto, viajó a París a reunirse con él, dejando la niña al cuidado de sus abuelos. La niña fallecería de viruela poco después, sin que su padre llegara a conocerla.
En 1902, Darío conoció en la capital francesa a un joven poeta español, Antonio Machado, declarado admirador de su obra. En marzo de 1903 fue nombrado cónsul de Nicaragua, lo cual le permitió vivir con mayor desahogo económico. Al mes siguiente nació su segundo hijo con Francisca, Rubén Darío Sánchez, apodado por su padre «Phocás el campesino». Durante esos años, Darío viajó por Europa, visitando, entre otros países, el Reino Unido, Bélgica, Alemania e Italia.

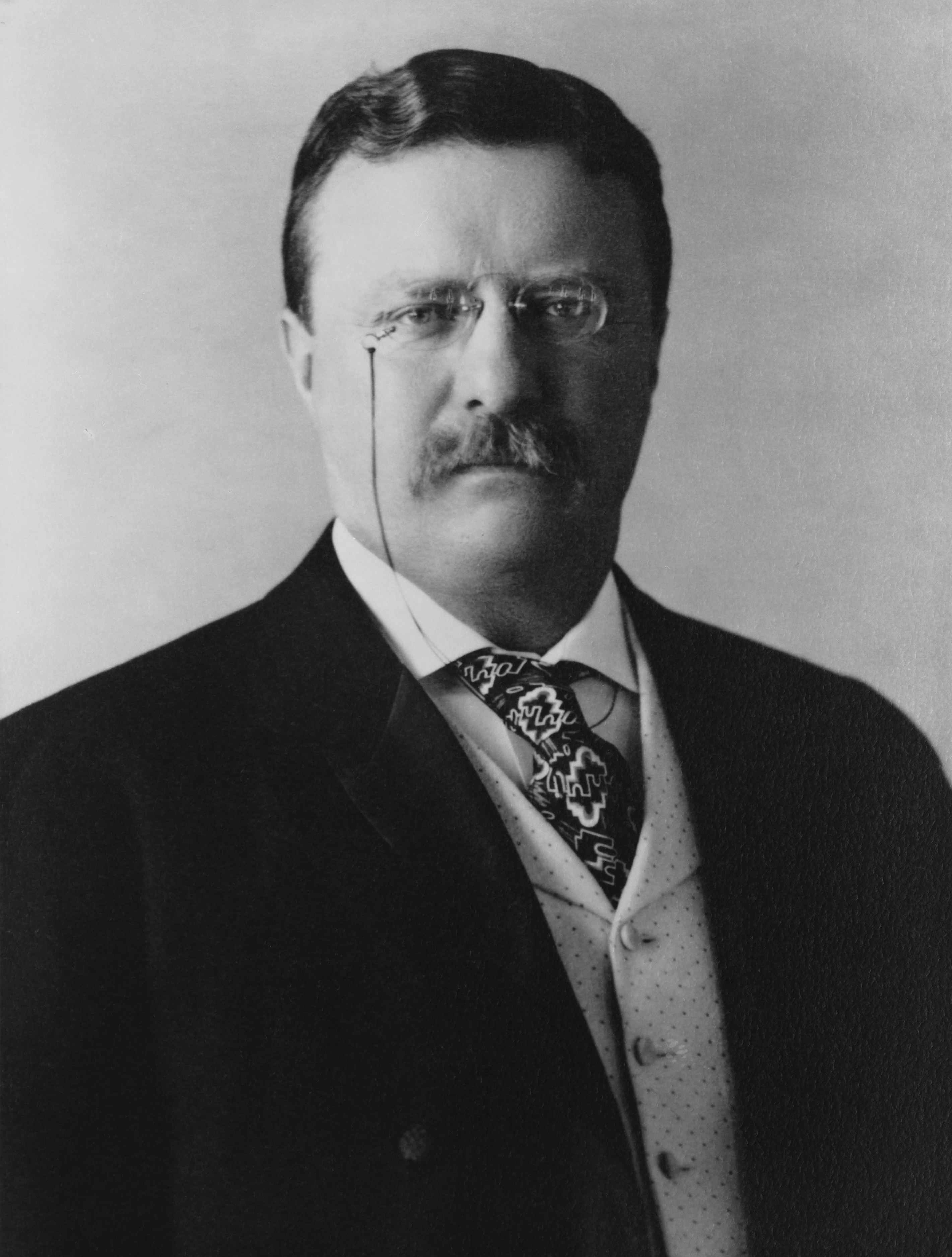
Theodore Roosevelt, presidente de Estados Unidos entre 1901 y 1909.

En 1905 se desplazó a España como miembro de una comisión nombrada por el gobierno nicaragüense cuya finalidad era resolver una disputa territorial con Honduras. Ese año publicó en Madrid el tercero de los libros capitales de su obra poética: Cantos de vida y esperanza, los cisnes y otros poemas, editado por Juan Ramón Jiménez. También datan de 1905 algunos de sus más memorables poemas, como «Salutación del optimista» y «A Roosevelt», en los cuales enaltece el carácter hispánico frente a la amenaza del imperialismo estadounidense. En particular, el segundo, dirigido al entonces presidente de Estados Unidos, Theodore Roosevelt:

Eres los Estados Unidos, / eres el futuro invasor / de la América ingenua que tiene sangre indígena, / que aún reza a Jesucristo y aún habla en español.

Ese mismo año de 1905, el hijo habido con Francisca Sánchez, «Phocás el campesino», falleció víctima de una bronconeumonía.
En 1906 participó, como secretario de la delegación nicaragüense, en la Tercera Conferencia Panamericana que tuvo lugar en Río de Janeiro. Con este motivo escribió su poema «Salutación del águila», que ofrece una visión de Estados Unidos muy diferente de la de sus poemas anteriores:

Bien vengas, mágica águila de alas enormes y fuertes / a extender sobre el Sur tu gran sombra continental, / a traer en tus garras, anilladas de rojos brillantes, / una palma de gloria, del color de la inmensa esperanza, / y en tu pico la oliva de una vasta y fecunda paz.

Este poema fue muy criticado por algunos autores que no entendieron el súbito cambio de opinión de Rubén con respecto a la influencia de Estados Unidos en América Latina. En Río de Janeiro, el poeta protagonizó un oscuro romance con una aristócrata, tal vez la hija del embajador ruso en Brasil. Parece ser que por entonces concibió la idea de divorciarse de Rosario Murillo, de quien llevaba años separado. De regreso a Europa, hizo una breve escala en Buenos Aires. En París se reunió con Francisca Sánchez, y juntos fueron a pasar el invierno de 1907 a Mallorca, isla en la que frecuentó la compañía del después poeta modernista Gabriel Alomar y del pintor Santiago Rusiñol. Inició una novela, La isla de oro, que no llegó a terminar, aunque algunos de sus capítulos aparecieron por entregas en La Nación. Por aquella época, Francisca dio a luz a una niña que falleció al nacer.
Interrumpió su tranquilidad la llegada a París de su esposa, Rosario Murillo, que se negaba a aceptar el divorcio a menos que se le garantizase una compensación económica que el poeta juzgó desproporcionada. En marzo de 1907, cuando iba a partir para París, Darío, cuyo alcoholismo estaba ya muy avanzado, cayó muy enfermo. Cuando se recuperó, regresó a París, pero no pudo llegar a un acuerdo con su esposa, por lo que decidió regresar a Nicaragua para presentar su caso ante los tribunales. A fines de año nació el cuarto hijo del poeta y Francisca, Rubén Darío Sánchez, apodado por su padre «Güicho» y único hijo superviviente de la pareja.

### Embajador en Madrid

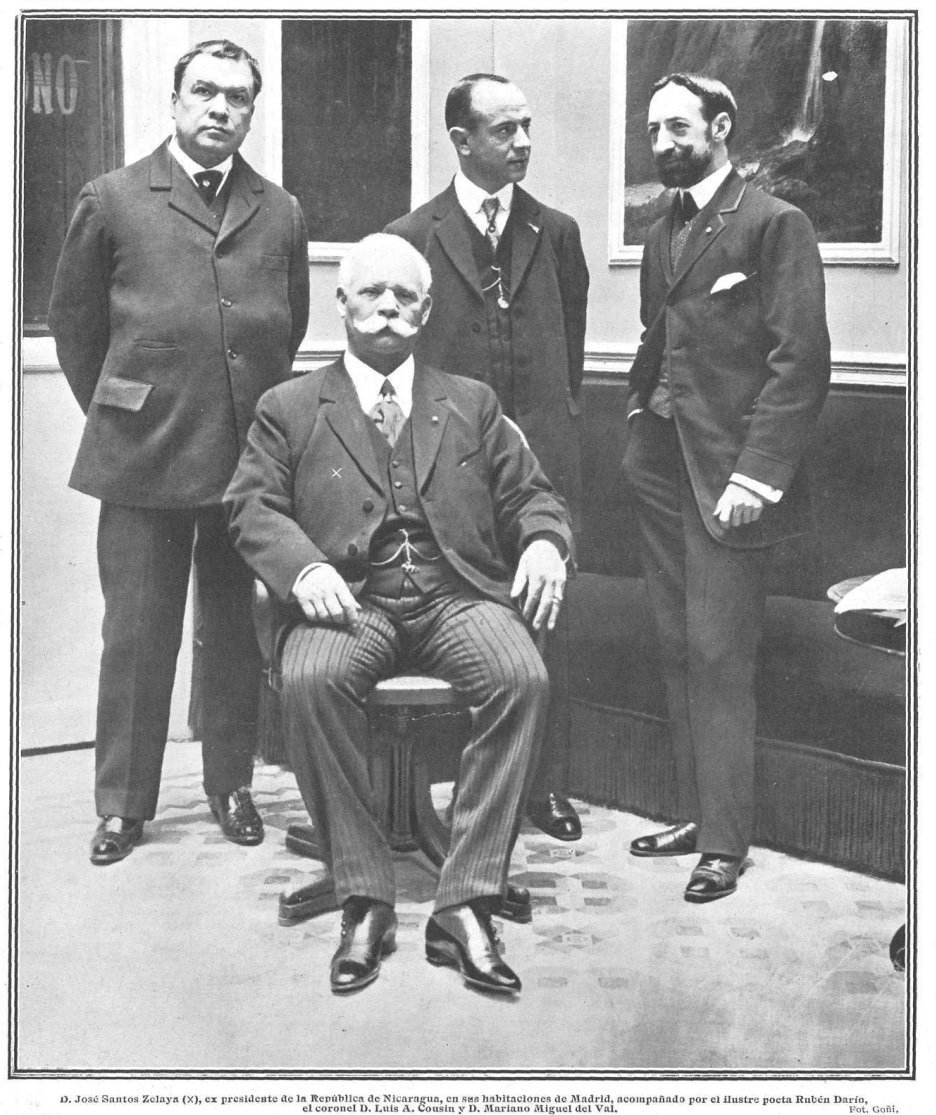
Rubén Darío (izquierda), con José Santos Zelaya (sentado), junto al coronel Luis A. Cousin y Mariano Miguel de Val en Madrid, España, en 1910, por Francisco Goñi.

Después de dos breves escalas en Nueva York y en Panamá, el poeta llegó a Nicaragua, donde se le tributó un recibimiento triunfal, y se le colmó de honores, aunque no tuvo éxito en su demanda de divorcio. Además, no se le pagaron los honorarios que se le debían por su cargo de cónsul, por lo que se vio imposibilitado de regresar a París. Después de meses de gestiones, consiguió otro nombramiento, esta vez como ministro residente en Madrid del gobierno nicaragüense de José Santos Zelaya. Tuvo problemas, sin embargo, para hacer frente a los gastos de su legación ante lo reducido de su presupuesto, y pasó dificultades económicas durante sus años como embajador, que solo pudo solucionar en parte gracias al sueldo que recibía de La Nación y en parte gracias a la ayuda de su amigo y director de la revista Ateneo, Mariano Miguel de Val, que se ofreció como secretario gratuito de la legación de Nicaragua cuando la situación económica era insostenible y en cuya casa, en la calle Serrano 27, instaló la sede. Cuando Zelaya fue derrocado, Darío tuvo que renunciar a su puesto diplomático, lo que hizo el 25 de febrero de 1909. Permaneció fiel a Zelaya, a quien había elogiado en forma desmedida en su libro Viaje a Nicaragua e Intermezzo tropical, y con el que colaboró en la redacción del libro de este Estados Unidos y la revolución de Nicaragua, en el que acusaba a Estados Unidos y al dictador guatemalteco, Manuel Estrada Cabrera, de haber tramado el derrocamiento de su gobierno.
Durante el desempeño de su cargo diplomático, se enemistó con su antiguo amigo Alejandro Sawa, quien le había solicitado ayuda económica sin que sus peticiones fueran escuchadas por Darío. La correspondencia entre ambos da a entender que Sawa fue el verdadero autor de algunos de los artículos que Darío había publicado en La Nación.

### Últimos años
Tras abandonar su puesto al frente de la legación diplomática nicaragüense, Darío se trasladó de nuevo a París, donde se dedicó a preparar nuevos libros, como Canto a la Argentina, encargado por La Nación. Por entonces, su alcoholismo le causaba frecuentes problemas de salud, y crisis psicológicas, caracterizadas por momentos de exaltación mística y por una fijación obsesiva con la idea de la muerte.

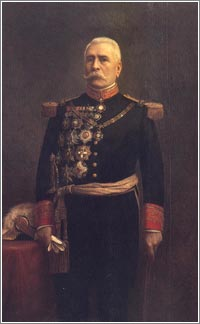
Porfirio Díaz, quien se negó a recibir al escritor en México.

En 1910, viajó a México como miembro de una delegación nicaragüense para conmemorar el centenario de la independencia del país. Sin embargo, el gobierno nicaragüense cambió mientras se encontraba de viaje, y Porfirio Díaz se negó a recibir al escritor. A pesar de esto, Darío fue recibido de manera triunfal por el pueblo mexicano, que se manifestó a favor del poeta y en contra de su gobierno. En su autobiografía, Darío relaciona estas protestas con la Revolución mexicana, entonces a punto de producirse:

Por la primera vez, después de treinta y tres años de dominio absoluto, se apedreó la casa del viejo Cesáreo que había imperado. Y allí se vio, se puede decir, el primer relámpago de la revolución que trajera el destronamiento.

Ante el desaire del gobierno mexicano, Darío zarpó hacia La Habana, donde, bajo los efectos del alcohol, intentó suicidarse. En noviembre de 1910 regresó de nuevo a París, donde continuó siendo corresponsal del diario La Nación y desempeñó un trabajo para el Ministerio de Instrucción Pública mexicano que tal vez le había sido ofrecido a modo de compensación por la humillación sufrida.[cita requerida]
En 1912 aceptó la oferta de los empresarios uruguayos Rubén y Alfredo Guido para dirigir las revistas Mundial y Elegancias. Para promocionar estas publicaciones, partió en gira por América Latina, visitando, entre otras ciudades, Río de Janeiro, São Paulo, Montevideo y Buenos Aires. Fue también por esta época cuando redactó su autobiografía, que apareció publicada en la revista Caras y Caretas con el título de La vida de Rubén Darío escrita por él mismo, y la obra Historia de mis libros, muy interesante para el conocimiento de su evolución literaria.[cita requerida]
Tras el final de esta gira, y luego de desligarse de su contrato con los hermanos Guido, regresó a París, y, en 1913, viajó a Mallorca invitado por Joan Sureda, y se alojó en la cartuja de Valldemosa, en la que tres cuartos de siglo atrás habían residido Chopin y George Sand. En esta isla empezó Rubén la novela El oro de Mallorca, que es, en realidad, una autobiografía novelada. Se acentuó, sin embargo, el deterioro de su salud mental, debido a su alcoholismo. En diciembre regresó a Barcelona, donde se hospedó en casa del general Zelaya, que había sido su protector mientras fue presidente de Nicaragua. En enero de 1914 regresó a París, donde mantuvo un largo pleito con los hermanos Guido, que aún le debían una importante suma de sus honorarios. En mayo se instaló en Barcelona, donde dio a la imprenta su última obra poética de importancia, Canto a la Argentina y otros poemas, que incluye el poema laudatorio del país austral que había escrito años atrás por encargo de La Nación. Su salud estaba ya muy deteriorada: sufría de alucinaciones y estaba obsesionado con la muerte.[cita requerida]
Al estallar la Primera Guerra Mundial, partió hacia América, con la idea de defender el pacifismo para las naciones americanas. Atrás quedó Francisca con sus dos hijos supervivientes, a quienes el abandono del poeta habría de arrojar poco después a la miseria. En enero de 1915 leyó, en la Universidad de Columbia, de Nueva York, su poema «Pax». Siguió su viaje hacia Guatemala, donde fue protegido por su antiguo enemigo, el dictador Manuel Estrada Cabrera, y por fin, a finales de año, regresó a su tierra natal en Nicaragua.[cita requerida]

## Muerte

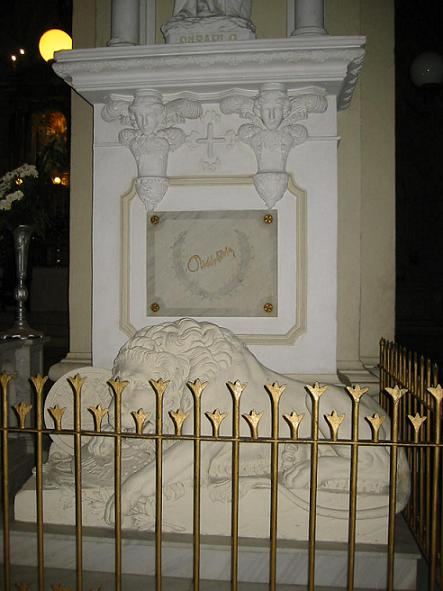
Tumba de Darío, esculpida por Jorge Navas Cordonero al pie de la estatua de San Pablo.

Rubén Darío llegó a la ciudad de su infancia, León, el 7 de enero de 1916 y murió el 6 de febrero luego de una agonía trágica, víctima de una cirrosis hepática producida por el alcoholismo, que además le afectó fuertemente el sistema nervioso. Francisco Tovar Blanco, citando a Edelberto Torres, escribió:

Rubén no se esconde de su sombra: «Las cosas que me suceden son consecuencias naturales del alcohol y sus abusos: también de los placeres sin medida. He sido un atormentado, un amargado de las horas. He conocido los alcoholes todos: desde los de la India y los de Europa hasta los americanos, y los rudos y ásperos de Nicaragua, todo dolor, todo veneno, todo muerte. Mi fantasía, a veces en crisis; sufro la epilepsia que produce ese veneno del cual estoy saturado. Me siento entonces agresivo, feroz, con instinto de destruir, de matar. Así me explico los grandes asesinatos cometidos por el licor».

Las honras fúnebres duraron varios días, presididas por el Obispo de León Simeón Pereira y Castellón y el presidente Adolfo Díaz Recinos. Fue sepultado en la Catedral de León el 13 de febrero del mismo año, al pie de la estatua de San Pablo cerca del presbiterio, debajo de un león de concreto, arena y cal hecho por el escultor granadino Jorge Navas Cordonero; dicho león se asemeja al León de Lucerna, Suiza, hecho por el escultor danés Bertel Thorvaldsen (1770-1844).
El archivo de Darío fue donado por Francisca Sánchez al gobierno de España en 1956 y ahora está en la Biblioteca de la Universidad Complutense de Madrid. Francisca tuvo cuatro hijos con Darío -tres murieron siendo muy niños, el otro en la madurez, enterrado en México-. Muerto Darío, Francisca se casó con José Villacastín, un hombre culto, que gastó toda su fortuna en recoger la obra de Rubén que se encontraba dispersa por todo el mundo y que entregó para su publicación al editor Aguilar, de quien era buen amigo.

## La poesía de Darío

### Influencias

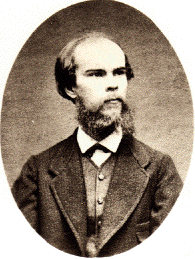
Paul Verlaine, una influencia decisiva en la poesía de Rubén Darío.

Para la formación poética de Darío fue determinante la influencia de la poesía francesa. En primer lugar, los románticos, y en especial Victor Hugo. Más adelante, y con carácter decisivo, llega la influencia de los parnasianos: Théophile Gautier, Leconte de Lisle, Catulle Mendès y José María de Heredia. Y, por último, lo que termina por definir la estética dariana es su admiración por los simbolistas, y entre ellos, por encima de cualquier otro autor, Paul Verlaine. Recapitulando su trayectoria poética en el poema inicial de Cantos de vida y esperanza (1905), el propio Darío sintetiza sus principales influencias afirmando que fue «con Hugo fuerte y con Verlaine ambiguo».
Ya en las «Palabras Liminares» de Prosas profanas (1896) había escrito un párrafo que revela la importancia de la cultura francesa en el desarrollo de su obra literaria:

El abuelo español de barba blanca me señala una serie de retratos ilustres: «Éste —me dice— es el gran don Miguel de Cervantes Saavedra, genio y manco; éste es Lope de Vega, éste Garcilaso, éste Quintana». Yo le pregunto por el noble Gracián, por Teresa la Santa, por el bravo Góngora y el más fuerte de todos, don Francisco de Quevedo y Villegas. Después exclamo: «¡Shakespeare! ¡Dante! ¡Hugo...! (Y en mi interior: ¡Verlaine...!)».
Luego, al despedirme: «—Abuelo, preciso es decíroslo: mi esposa es de mi tierra; mi querida, de París».

Muy ilustrativo para conocer los gustos literarios de Darío resulta el volumen Los raros, que publicó el mismo año que Prosas profanas, dedicado a glosas breves a algunos escritores e intelectuales hacia los que sentía una profunda admiración. Entre los seleccionados están Edgar Allan Poe, Villiers de l'Isle Adam, Léon Bloy, Paul Verlaine, Lautréamont, Eugénio de Castro y José Martí (este último es el único autor mencionado que escribió su obra en español). El predominio de la cultura francesa es más que evidente. Darío escribió: «El Modernismo no es otra cosa que el verso y la prosa castellanos pasados por el fino tamiz del buen verso y de la buena prosa franceses».
No quiere esto decir, sin embargo, que la literatura en español no haya tenido importancia en su obra. Dejando aparte su época inicial, anterior a Azul..., en la cual su poesía es en gran medida deudora de los grandes nombres de la poesía española del siglo XIX, como Núñez de Arce y Campoamor, Darío fue un gran admirador de Bécquer. Los temas españoles están muy presentes en su producción ya desde Prosas profanas (1896) y, muy en especial, desde su segundo viaje a España, en 1899. Consciente de la decadencia de lo español tanto en la política como en el arte (preocupación que compartió con la llamada generación del 98 española), se inspira con frecuencia en personajes y elementos del pasado. Así ocurre, por ejemplo, en su «Letanía de nuestro señor Don Quijote», poema incluido en Cantos de vida y esperanza (1905), en el que se exalta el idealismo de Don Quijote.
En cuanto a los autores de otras lenguas, debe mencionarse la profunda admiración que sentía por tres autores estadounidenses: Emerson, Poe y Whitman.

### Evolución

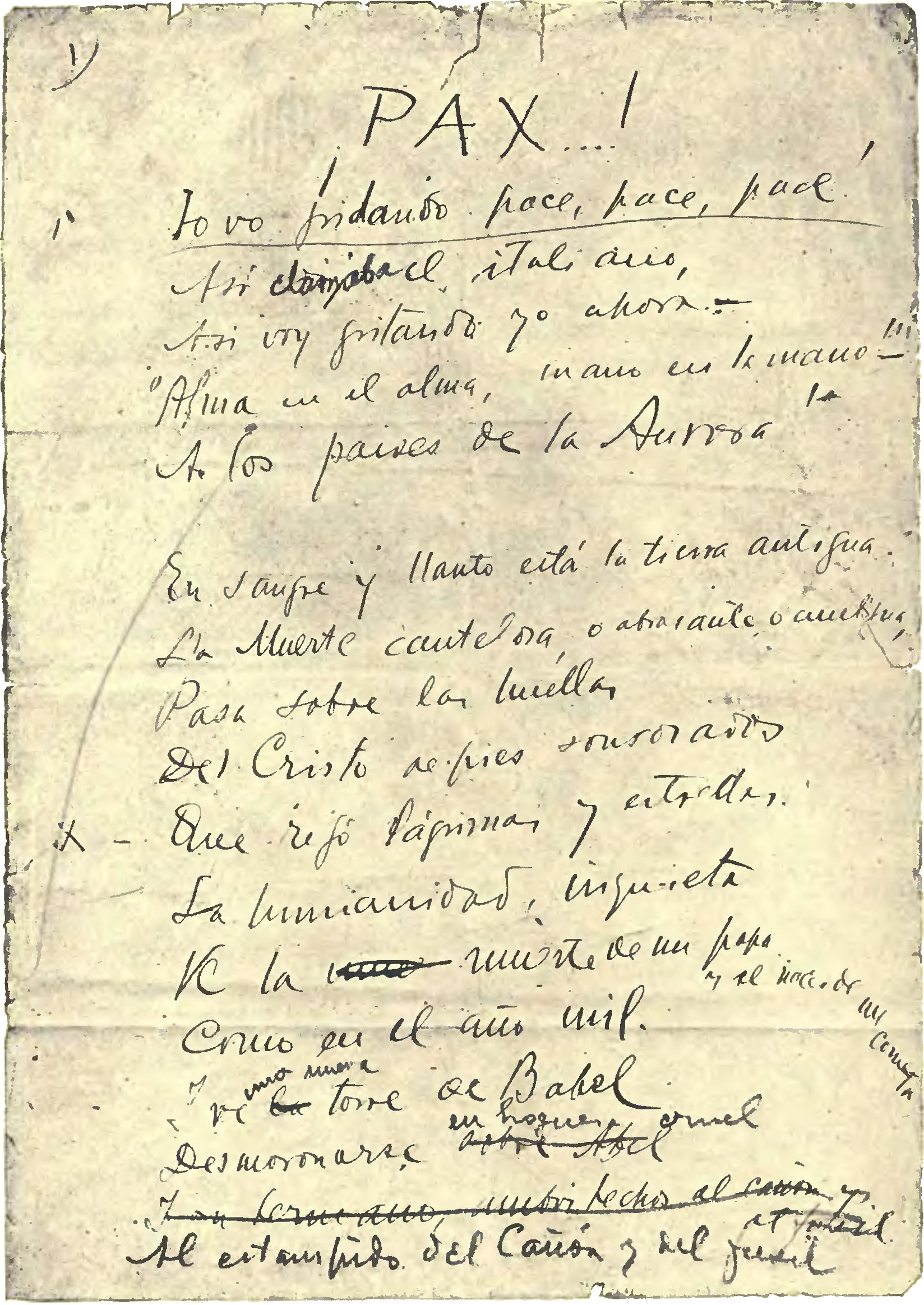
Facsímil del poema Pax de Rubén Darío.

La evolución poética de Darío está jalonada por la publicación de los libros en los que la crítica ha reconocido sus obras fundamentales: Azul... (1888), Prosas profanas y otros poemas (1896) y Cantos de vida y esperanza (1905).
Antes de Azul... Darío escribió tres libros y gran número de poemas sueltos, que constituyen lo que se ha dado en denominar su «prehistoria literaria». Los libros son Epístolas y poemas (escrito en 1885, pero no publicado hasta 1888, con el título de Primeras notas), Rimas (1887) y Abrojos (1887). En la primera de estas obras es patente la huella de sus lecturas de clásicos españoles, así como la impronta de Victor Hugo. La métrica es clásica (décimas, romances, estancias, tercetos encadenados, en versos donde predominaban los heptasílabos, octosílabos y endecasílabos) y con predominante tono romántico. Las epístolas, de influencia neoclásica, iban dirigidas a autores como Ricardo Contreras, Juan Montalvo, Emilio Ferrari y Victor Hugo.
En Abrojos, publicado en Chile, la influencia más acusada es la del español Ramón de Campoamor. En cuanto a Rimas, publicado también en Chile y en el mismo año, fue escrito para un concurso de composiciones a imitación de las Rimas de Bécquer, por lo que no es extraño que su tono intimista sea muy similar al de las composiciones del poeta sevillano. Consta de solo catorce poemas, de tono amoroso, cuyos procedimientos expresivos (estrofas de pie quebrado, anáforas, antítesis, etcétera) son de característica becqueriana.
Azul... (1888), considerado el libro inaugural del Modernismo hispanoamericano, recoge tanto relatos en prosa como poemas, cuya variedad métrica llamó la atención de la crítica. Presenta ya algunas preocupaciones características de Darío, como la expresión de su insatisfacción ante la sociedad burguesa (véase, por ejemplo, el relato «El rey burgués»). En 1890 vio la luz una segunda edición del libro, aumentada con nuevos textos, entre los cuales se encuentra una serie de sonetos en alejandrinos.
La etapa de plenitud del Modernismo y de la obra poética dariana la marca el libro Prosas profanas y otros poemas, colección de poemas en los que la presencia de lo erótico es más importante, y del que no está ausente la preocupación por temas esotéricos (como en el largo poema «Coloquio de los centauros»). En este libro está ya toda la imaginería exótica propia de la poética dariana: la Francia del siglo XVIII, la Italia y la España medievales, la mitología griega, etcétera.
En 1905, Darío publicó Cantos de vida y esperanza, que anuncia una línea más intimista y reflexiva dentro de su producción, sin renunciar a los temas que se convirtieron en señas de identidad del Modernismo. Al mismo tiempo, aparece en su obra la poesía cívica, con poemas como «A Roosevelt», una línea que se acentuará en El canto errante (1907) y en Canto a la Argentina y otros poemas (1914). El sesgo intimista de su obra se acentúa, en cambio, en Poema del otoño y otros poemas (1910), en el que se muestra una sencillez formal sorprendente en su obra.
No todos los poemas de Darío fueron recogidos en libros en vida del poeta. Muchos, aparecidos en publicaciones periódicas, fueron recopilados después de su muerte. Un ejemplo, representativo de su etapa de madurez literaria, es la poesía titulada Los motivos del lobo, publicada en Mundial Magazine en 1913, tres años antes de la muerte de Darío. Inspirada en el capítulo XXI de las Florecillas de San Francisco, que narra la conversión del lobo de Gubbio por parte de Francisco de Asís, la versión dariana cambia el desenlace del relato, para imprimir un absoluto carácter lírico a los acordes finales del poema, haciendo que el lobo regrese a la montaña por causa de la maldad de los hombres.

### Recursos formales

#### Métrica
Darío hizo suyo el lema de su admirado Paul Verlaine: «De la musique avant toute chose». Para él, como para todos los modernistas, la poesía era, ante todo, música. De ahí que concediese una enorme importancia al ritmo. Su obra supuso una auténtica revolución en la métrica castellana. Junto a los metros tradicionales basados en el octosílabo y el endecasílabo, Darío empleó en forma profusa versos apenas empleados con anterioridad, o ya en desuso, como el eneasílabo, el dodecasílabo y el alejandrino, enriqueciendo la poesía en lengua castellana con nuevas posibilidades rítmicas.
Aunque existen ejemplos anteriores de utilización del verso alejandrino en la poesía castellana del siglo XIX, el hallazgo de Darío consistió en liberar este verso de la rígida correspondencia hasta entonces existente entre la estructura sintáctica del verso y su división métrica en dos hemistiquios, recurriendo a varios tipos de encabalgamiento. En los poemas de Darío, la cesura entre los dos hemistiquios se encuentra a veces entre un artículo y un nombre, entre este último y el adjetivo que lo acompaña, o incluso en el interior de una misma palabra. Darío adaptó este verso a estrofas y poemas estróficos para los que era tradicional el empleo del endecasílabo, tales como el cuarteto, el sexteto y el soneto.
Darío es sin duda el mayor y mejor exponente de la adaptación de los ritmos de las literaturas clásicas (grecorromanas) a la lírica hispánica. Estos ritmos se basan en el contraste de vocales tónicas y átonas, y por ello en la cantidad silábica. En el latín, la tónica no se marca como en español con un golpe de voz más fuerte, sino con un alargamiento de la vocal. Rubén cultivaría los ritmos tradicionales (yámbico y trocaico como binarios, y dactílico, anfibráquico y anapéstico como ternarios), y también forjaría sus propios ritmos cuaternarios e innovaría juntando en un mismo verso ritmos binarios y ternarios.
Ejemplo de ternario dactílico: 

Ínclitas razas ubérrimas, sangre de Hispania fecunda...

Ejemplo de ternario anfibráquico: 

Escúcha divíno Rolándo...

Ejemplo de binario trocaico: 

Rósa rója pálio azúl...

#### Léxico
Darío destaca por la renovación del lenguaje poético, visible en el léxico utilizado en sus poemas. Gran parte del vocabulario poético de Darío está encaminado a la creación de efectos exotistas. Destacan campos semánticos que connotan refinamiento, como el de las flores («jazmines», «nelumbos», «dalias», «crisantemos», «lotos», «magnolias», etc.), el de las piedras preciosas («ágata», «rubí», «topacio», «esmeralda», «diamante», «gema»), el de los materiales de lujo («seda», «porcelana», «mármol», «armiño», «alabastro»), el de los animales exóticos («cisne», «papemores», «bulbules»), o el de la música («lira», «violoncelo», «clave», «arpegio», etcétera).
Con frecuencia se encuentran en su obra cultismos procedentes del latín o del griego («canéfora», «liróforo», «hipsípila»), e incluso neologismos creados por el propio autor («canallocracia», «pitagorizar»). Recurre con frecuencia a personajes y elementos propios de la mitología griega y latina (Afrodita o Venus, muchas veces designada por sus epítetos «Anadiomena» o «Cipris», Pan, Orfeo, Apolo, Pegaso, etc.), y a nombres de lugares exóticos (Hircania, Ormuz, etcétera).

#### Figuras retóricas
Una de las figuras retóricas clave en la obra de Darío es la sinestesia, mediante la cual se logra asociar sensaciones propias de distintos sentidos: en especial la vista (la pintura) y el oído (la música).
En relación con la pintura, hay en la poesía de Darío un gran interés por el color: el efecto cromático se logra no solo mediante la adjetivación, a menudo inusual (para el color blanco, por ejemplo, se utilizan adjetivos como «albo», «ebúrneo», «cándido», «lilial» e incluso «eucarístico»), sino mediante la comparación con objetos de este color. En el poema «Blasón», por ejemplo, la blancura del cisne es comparada en forma sucesiva a la del lino, la rosa blanca, el cordero y el armiño. Uno de los mejores ejemplos de este interés de Darío por lograr efectos cromáticos es su «Sinfonía en Gris Mayor» incluida en Prosas profanas:

El mar como un vasto cristal azogado
refleja la lámina de un cielo de zinc;
lejanas bandadas de pájaros manchan
el fondo bruñido de pálido gris...

Lo musical está presente, aparte de en el ritmo del poema y en el léxico, en numerosas imágenes:

El teclado harmónico de su risa fina...

los líricos cristales
de tu reír...

Tanta importancia como la sinestesia tiene en la poesía de Darío la metáfora.

#### Símbolos
El símbolo más característico de la poesía de Darío es el cisne, identificado con el Modernismo hasta el punto de que cuando el poeta mexicano Enrique González Martínez quiso derogar esta estética lo hizo con un poema en el que exhortaba a «torcerle el cuello al cisne». La presencia del cisne es obsesiva en la obra de Darío, desde Prosas profanas, donde el autor le dedica los poemas «Blasón» y «El cisne», hasta Cantos de vida y esperanza, una de cuyas secciones se titula también «Los cisnes». Salinas explica la connotación erótica del cisne, en relación con el mito, al que Darío se refiere en varias ocasiones, de Júpiter y Leda. Sin embargo, se trata de un símbolo ambivalente, que en ocasiones funciona como emblema de la belleza y otras simboliza al propio poeta.
El cisne no es el único símbolo que aparece en la poesía de Darío. El centauro, en poemas como el «Coloquio de los centauros», en Prosas profanas, expresa la dualidad alma-cuerpo a través de su naturaleza medio humana medio animal. Gran contenido simbólico tienen también en su poesía imágenes espaciales, como los parques y jardines, imagen de la vida interior del poeta, y la torre, símbolo de su aislamiento en un mundo hostil. Se han estudiado en su poesía otros muchos símbolos, como el color azul, la mariposa o el pavo real.

### Temas

#### Erotismo
El erotismo es uno de los temas centrales de la poesía de Darío. Para Pedro Salinas, se trata del tema esencial de su obra poética, al que todos los demás están subordinados. Se trata de un erotismo sensorial, cuya finalidad es el placer.
Darío se diferencia de otros poetas amorosos en el hecho de que su poesía carece del personaje literario de la amada ideal (como puede serlo, por ejemplo, Laura de Petrarca). No hay una sola amada ideal, sino muchas amadas pasajeras. Como escribió:
Plural ha sido la celeste / historia de mi corazón...
El erotismo se convierte en Darío en el centro de su cosmovisión poética. Salinas habla de su «visión panerótica del mundo», y opina que todo su mundo poético se estructura en consonancia con este tema principal. En la obra del poeta nicaragüense, el erotismo no se agota en el deseo sexual (aunque escribió varios poemas, como «Mía», con explícitas referencias al acto sexual), sino que se convierte en lo que Ricardo Gullón definió como «anhelo de trascendencia en el éxtasis». Por eso, en ocasiones lo erótico está en la obra de Darío muy relacionado con lo religioso, como en el poema «Ite, missa est» (las palabras con las que concluye la misa según la liturgia romana antes del Concilio Vaticano II, actual «Podéis ir en paz»), donde dice de su amada que «su espíritu es la hostia de mi amorosa misa». La atracción erótica encarna para Darío el misterio esencial del universo, como se pone de manifiesto en el poema «Coloquio de los centauros»:
¡El enigma es el rostro fatal de Deyanira! / Mi espalda aún guarda el dulce perfume de la bella; / aún mis pupilas llaman su claridad de estrella. / ¡Oh aroma de su sexo! ¡Oh rosas y alabastros! / ¡Oh envidia de las flores y celos de los astros!
En otro poema, de Cantos de vida y esperanza, lo expresó de otra forma:
¡Carne, celeste carne de mujer! Arcilla / -dijo Hugo-, ambrosía más bien, ¡oh maravilla!, / la vida se soporta, / tan doliente y tan corta, / solamente por eso: / ¡roce, mordisco o beso / en ese pan divino / para el cual nuestra sangre es nuestro vino! / En ella está la lira, / en ella está la rosa, / en ella está la ciencia armoniosa, / en ella se respira / el perfume vital de toda cosa.

#### Exotismo
Muy relacionado con el tema del erotismo está el recurso a escenarios exóticos, lejanos en el espacio y en el tiempo. La búsqueda de exotismo se ha interpretado en los poetas modernistas como una actitud de rechazo a la pacata realidad en que les había tocado vivir. La poesía de Darío (salvo en los poemas cívicos, como el Canto a la Argentina, o la Oda a Mitre), excluye la actualidad de los países en que vivió, y se centra en escenarios remotos.

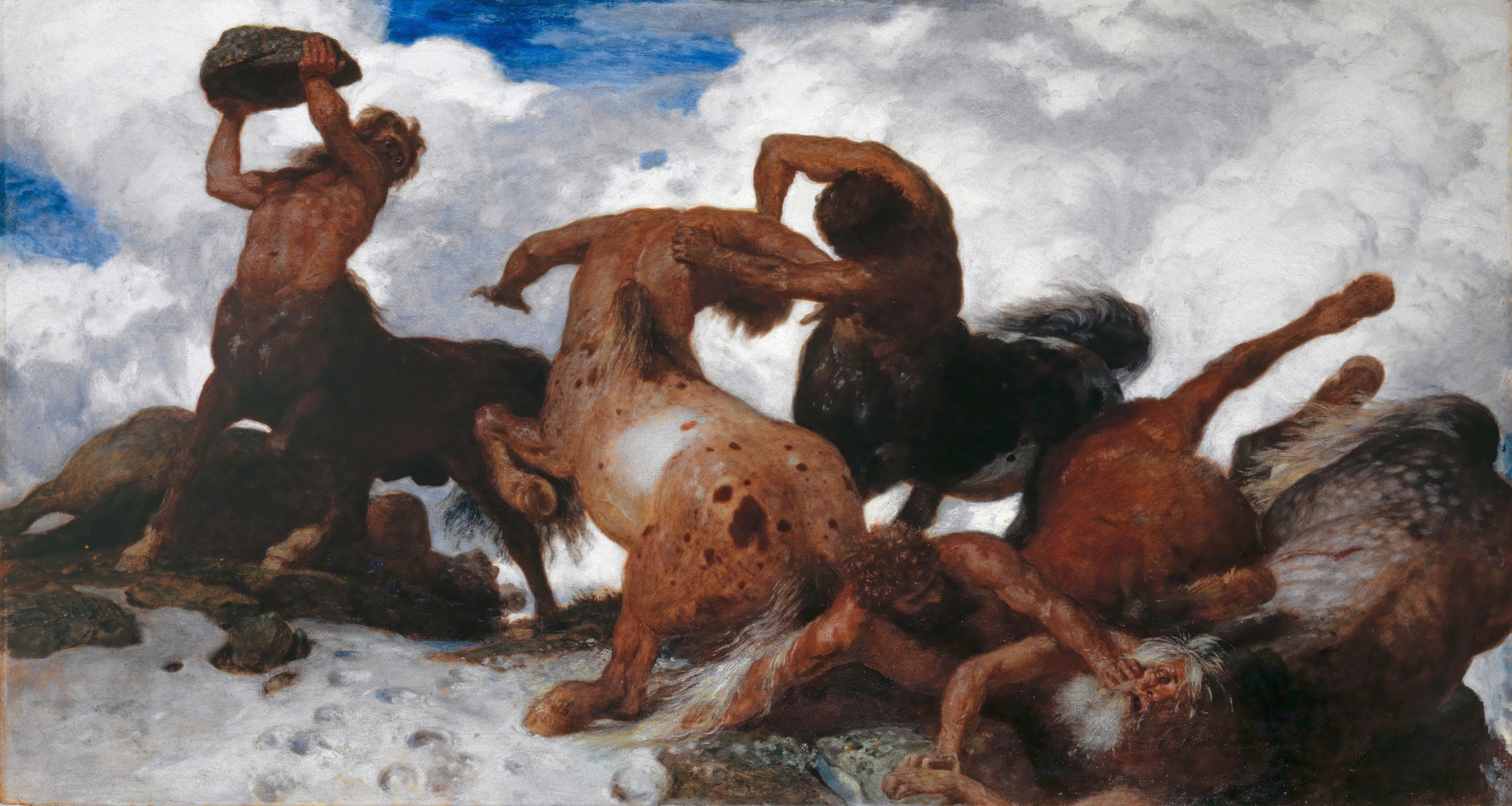
Lucha de centauros, de Arnold Böcklin. Los centauros, como otras criaturas de la mitología griega, fueron frecuentemente utilizados en la obra de Darío.

Entre estos escenarios está el que le proporciona la mitología de la antigua Grecia. Los poemas de Darío están poblados de sátiros, ninfas, centauros y otras criaturas mitológicas. La imagen que Darío tiene de la antigua Grecia está pasada por el tamiz de la Francia dieciochesca. En «Divagación» escribió:

Amo más que la Francia de los griegos
la Grecia de la Francia, porque en Francia
el eco de las risas y los juegos,
su más dulce licor Venus escancia.

La Francia galante del siglo XVIII es otro de los escenarios exóticos favoritos del poeta, gran admirador del pintor Antoine Watteau. En «Divagación», al que el propio Darío se refirió, en Historia de mis libros, como «un curso de geografía erótica», aparecen, además de los citados, los siguientes ambientes exóticos: la Alemania del Romanticismo, España, China, Japón, la India y el Israel bíblico.
Mención aparte merece la presencia en su poesía de una imagen idealizada de las civilizaciones precolombinas, ya que, como expuso en las «Palabras Liminares» a Prosas profanas:

Si hay poesía en nuestra América ella está en las cosas viejas, en Palenke y Utatlán, en el indio legendario, y en el inca sensual y fino, y en el gran Moctezuma de la silla de oro. Lo demás es tuyo, demócrata Walt Whitman.

#### Ocultismo
A pesar de su apego a lo sensorial, atraviesa la poesía de Darío una poderosa corriente de reflexión existencial sobre el sentido de la vida. Es conocido su poema «Lo fatal», de Cantos de vida y esperanza, donde afirma que:

no hay dolor más grande que el dolor de ser vivo
ni mayor pesadumbre que la vida consciente

La religiosidad de Darío se aparta de la ortodoxia católica para buscar refugio en la religiosidad sincrética propia del fin de siglo, en la que se entremezclan influencias orientales, un cierto resurgir del paganismo y, sobre todo, varias corrientes ocultistas. Una de ellas es el pitagorismo, con el que se relacionan varios poemas de Darío que tienen que ver con lo trascendente. En los últimos años de su vida, Darío mostró también gran interés por otras corrientes esotéricas, como la teosofía. Como recuerdan muchos autores, sin embargo, la influencia del pensamiento esotérico en la poesía es un fenómeno común desde el Romanticismo. Se manifiesta, por ejemplo, en la visión del poeta como un mago o sacerdote dotado de la capacidad de discernir la verdadera realidad, una idea que está ya presente en la obra de Victor Hugo, y de la que hay abundantes ejemplos en la poesía de Darío, que en uno de sus poemas llama a los poetas «torres de Dios».

#### Temas cívicos y sociales
Darío tuvo también una faceta, bastante menos conocida, de poeta social y cívico. Unas veces por encargo, y otras por deseo propio, compuso poemas para exaltar héroes y hechos nacionales, así como para criticar y denunciar los males sociales y políticos.
Uno de sus más destacados poemas en esta línea es «Canto a la Argentina», incluido en Canto a la Argentina y otros poemas, y escrito por encargo del diario bonaerense La Nación con motivo del primer centenario de la independencia del país austral. Este extenso poema (con más de 1000 versos, es el más largo de los que escribió el autor), destaca el carácter de tierra de acogida para inmigrantes de todo el mundo del país sudamericano, y enaltece, como símbolos de su prosperidad, a la Pampa, a Buenos Aires y al Río de la Plata. En una línea similar está su poema, «Oda a Mitre», dedicado al prócer argentino Bartolomé Mitre.
Su «A Roosevelt», incluido en Cantos de vida y esperanza, ya mencionado, expresa la confianza en la capacidad de resistencia de la cultura latina frente al imperialismo anglosajón, cuya cabeza visible es el entonces presidente de los Estados Unidos, Theodore Roosevelt. En «Los cisnes», perteneciente al mismo libro, el poeta expresa su inquietud por el futuro de la cultura hispánica frente al aplastante predominio de los Estados Unidos:
¿Seremos entregados a los bárbaros fieros? / ¿Tantos millones de hombres hablaremos inglés? / ¿Ya no hay nobles hidalgos ni bravos caballeros? / ¿Callaremos ahora para llorar después?
Una preocupación similar está presente en su famoso poema «Salutación del optimista». Muy criticado fue el giro de Darío cuando, con motivo de la Tercera Conferencia Interamericana, escribió, en 1906, su «Salutación al águila», en la que enfatiza la influencia benéfica de los Estados Unidos sobre las repúblicas latinoamericanas.
En lo que a Europa se refiere, es notable el poema «A Francia» (del libro El canto errante). Esta vez la amenaza viene de la belicosa Alemania (un peligro real, como demostrarían los acontecimientos de la Primera Guerra Mundial):
¡Los bárbaros, Francia! ¡Los bárbaros, cara Lutecia! / Bajo áurea rotonda reposa tu gran paladín. / Del cíclope al golpe ¿qué pueden las risas de Grecia? / ¿Qué pueden las gracias, si Herakles agita su crin?

## La prosa de Darío
A menudo se olvida que gran parte de la producción literaria de Darío fue escrita en prosa. Se trata de un heterogéneo conjunto de escritos, la mayor parte de los cuales se publicaron en periódicos, si bien algunos de ellos fueron recopilados en libros.

### Novela y prosa autobiográfica
El primer intento por parte de Darío de escribir una novela tuvo lugar a poco de desembarcar en Chile. Junto con Eduardo Poirier, escribió en diez días, en 1887, un folletín romántico titulado Emelina, para su presentación al Certamen Varela, aunque la obra no se alzó con el premio. Más adelante, volvió a probar fortuna con el género novelesco con El hombre de oro, escrita hacia 1897, y ambientada en la Roma antigua.
Ya en la etapa final de su vida, intentó escribir una novela, de marcado carácter autobiográfico, que tampoco llegó a terminar. Apareció por entregas en 1914 en La Nación, y lleva el título de El oro de Mallorca. El protagonista, Benjamín Itaspes, es un trasunto del autor, y en la novela son reconocibles personajes y situaciones reales de la estancia del poeta en Mallorca.
Entre el 21 de septiembre y el 30 de noviembre de 1912 publicó en Caras y caretas una serie de artículos autobiográficos, luego recogidos en libro como La vida de Rubén Darío escrita por él mismo (1915). También tiene interés para el conocimiento de su obra la Historia de mis libros, aparecida en forma póstuma, acerca de sus tres libros más importantes (Azul..., Prosas profanas y Cantos de vida y esperanza).

### Relatos
El interés de Darío por el relato breve es bastante temprano. Sus primeros cuentos, «A las orillas del Rhin» y «Las albóndigas del coronel», datan de 1885-1886. Son en especial destacables los relatos recogidos en Azul..., como «El rey burgués», «El sátiro sordo» o «La muerte de la emperatriz de la China». Continuaría cultivando el género durante sus años argentinos, con títulos como «Las lágrimas del centauro», «La pesadilla de Honorio», «La leyenda de San Martín» o «Thanatophobia».

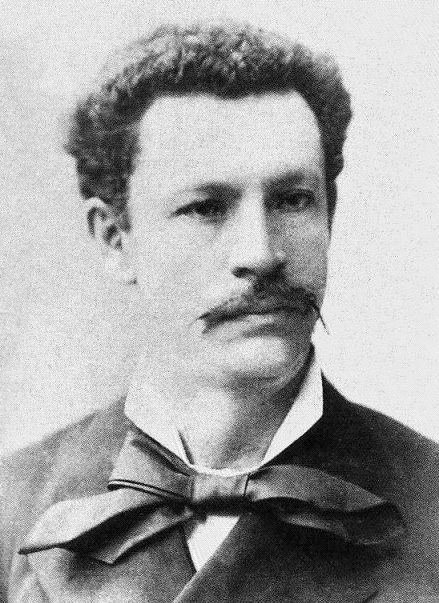
Juan Montalvo, escritor ecuatoriano que influyó en su actitud política.

### Artículos periodísticos
El periodismo fue para Darío su principal fuente de sustento. Trabajó para varios periódicos y revistas, en los que escribió un elevadísimo número de artículos, algunos de los cuales fueron luego recopilados en libros, siguiendo criterios cronológicos o temáticos.

#### Crónicas
Son muy destacables España contemporánea (1901), que recoge sus impresiones de la España inmediata al desastre de 1898, y las crónicas de viajes a Francia e Italia recogidas en Peregrinaciones (1901). En El viaje a Nicaragua e Intermezzo tropical recoge las impresiones que le produjo su breve retorno a Nicaragua en 1907.

#### Crítica literaria
Tiene gran importancia en el conjunto de su producción la colección de semblanzas Los raros (1896), una especie de vademécum para el interesado en la nueva poesía. Sus críticas de otros autores están recogidas en Opiniones (1906), Letras (1911) y Todo al vuelo (1912).

## Darío y el modernismo
Darío es citado como el iniciador y máximo representante del modernismo hispánico. Si bien esto es cierto a grandes rasgos, es una afirmación que debe matizarse. Otros autores hispanoamericanos, como José Santos Chocano, José Martí, Salvador Díaz Mirón, Manuel Gutiérrez Nájera o José Asunción Silva, por citar algunos, habían comenzado a explorar esta nueva estética antes incluso de que Darío escribiese la obra que se ha considerado el punto de partida del Modernismo, su libro Azul... (1888).
Así y todo, no puede negarse que Darío es el poeta modernista más influyente, y el que mayor éxito alcanzó, tanto en vida como después de su muerte. Su magisterio fue reconocido por numerosísimos poetas en España y en América, y su influencia nunca ha dejado de hacerse sentir en la poesía en lengua española. Además, fue el principal artífice de muchos hallazgos estilísticos emblemáticos del movimiento, como por ejemplo la adaptación a la métrica española del alejandrino francés.
Además, fue el primer poeta que articuló las innovaciones del Modernismo en una poética coherente. En forma voluntaria o no, sobre todo a partir de Prosas profanas, se convirtió en la cabeza visible del nuevo movimiento literario. Si bien en las «Palabras liminares» de Prosas profanas había escrito que no deseaba con su poesía «marcar el rumbo de los demás», en el «Prefacio» de Cantos de vida y esperanza se refirió al «movimiento de libertad que me tocó iniciar en América», lo que indica a las claras que se consideraba el iniciador del Modernismo. Su influencia en sus contemporáneos fue inmensa: desde México, donde Manuel Gutiérrez Nájera fundó la Revista Azul, cuyo título era ya un homenaje a Darío, hasta España, donde fue el principal inspirador del grupo modernista del que saldrían autores tan relevantes como Antonio y Manuel Machado, Ramón del Valle-Inclán y Juan Ramón Jiménez, pasando por Cuba, Chile, Perú y Argentina (por citar solo algunos países en los que la poesía modernista logró especial arraigo), apenas hay un solo poeta de lengua española en los años 1890-1910 capaz de sustraerse a su influjo. La evolución de su obra marca además las pautas del movimiento modernista: si en 1896 Prosas profanas significa el triunfo del esteticismo, Cantos de vida y esperanza (1905) anuncia ya el intimismo de la fase final del modernismo, que algunos críticos han denominado postmodernismo.

### Rubén Darío y la generación del 98
Desde su segunda visita a España, Darío se convirtió en el maestro e inspirador de un grupo de jóvenes modernistas españoles, entre los que estaban Juan Ramón Jiménez, Ramón Pérez de Ayala, Francisco Villaespesa, Ramón del Valle-Inclán, y los hermanos Antonio y Manuel Machado, colaboradores de la revista Helios, dirigida por Juan Ramón Jiménez. 
En varios textos, tanto en prosa como en verso, Darío dio muestra del respeto que le merecía la poesía de Antonio Machado, a quien conoció en París en 1902. Uno de los más tempranos es una crónica titulada «Nuevos poetas españoles», que se recogió en el libro Opiniones (1906), donde escribe lo siguiente:

Antonio Machado es quizá el más intenso de todos. La música de su verso va en su pensamiento. Ha escrito poco y meditado mucho. Su vida es la de un filósofo estoico. Sabe decir sus enseñanzas en frases hondas. Se interna en la existencia de las cosas, en la naturaleza.

Gran amigo de Darío fue Valle-Inclán, desde que ambos se conocieron en 1899. Valle-Inclán fue un rendido admirador del poeta nicaragüense durante toda su vida, e incluso le hizo aparecer como personaje en su obra Luces de bohemia, junto a Max Estrella y al marqués de Bradomín. Conocido es el poema que Darío dedicó al autor de Tirano Banderas, que comienza así:

Este gran don Ramón de las barbas de chivo,
cuya sonrisa es la flor de su figura,
parece un viejo dios altanero y esquivo
que se animase en la frialdad de su escultura.

Menos entusiasmo por la obra de Darío manifestaron otros miembros de la generación del 98, como Unamuno y Baroja. Sobre su relación con este último, se cuenta una curiosa anécdota, según la cual Darío habría dicho de Baroja: «Es un escritor de mucha miga, Baroja: se nota que ha sido panadero», y este último habría contraatacado con la frase: «También Darío es escritor de mucha pluma: se nota que es indio».

## Legado
La influencia de Darío fue inmensa en los poetas de principios de siglo, tanto en España como en América. Muchos de sus seguidores, sin embargo, cambiaron pronto de rumbo: es el caso de Leopoldo Lugones, Julio Herrera y Reissig, Juan Ramón Jiménez o Antonio Machado.
Darío llegó a ser un poeta muy popular, cuyas obras se memorizaban en las escuelas de los países hispanohablantes y eran imitadas por cientos de jóvenes poetas. Esto resultó perjudicial para la recepción de su obra. Después de la Primera Guerra Mundial, con el nacimiento de las vanguardias literarias, los poetas volvieron la espalda a la estética modernista, que consideraban anticuada y retoricista.
Los poetas del siglo XX mostraron hacia la obra de Darío actitudes divergentes. Entre sus principales detractores figura Luis Cernuda, que reprochaba al nicaragüense su afrancesamiento superficial, su trivialidad y su actitud «escapista». En cambio, fue admirado por poetas tan distanciados de su estilo como Federico García Lorca y Pablo Neruda, si bien el primero se refirió a «su mal gusto encantador, y los ripios descarados que llenan de humanidad la muchedumbre de sus versos». El español Pedro Salinas le dedicó el ensayo La poesía de Rubén Darío, en 1948.
El poeta Octavio Paz, en textos dedicados a Darío y al Modernismo, subrayó el carácter fundacional y rupturista de la estética modernista, para él inscrita en la misma tradición de la modernidad que el Romanticismo y el Surrealismo. En España, la poesía de Darío fue reivindicada en la década de 1960 por el grupo de poetas conocidos como los «novísimos», y muy en especial por Pere Gimferrer, quien tituló uno de sus libros, en claro homenaje al nicaragüense, Los raros.
Darío ha sido poco traducido, aunque muchas de sus obras se han traducido al francés y al inglés, como algunos de sus poemas, a cargo de su compatriota Salomón de la Selva.
En Argentina se bautizó con su nombre una estación del Ferrocarril General Urquiza en la provincia de Buenos Aires. En España una estación de la línea 5 del Metro de Madrid lleva su nombre.

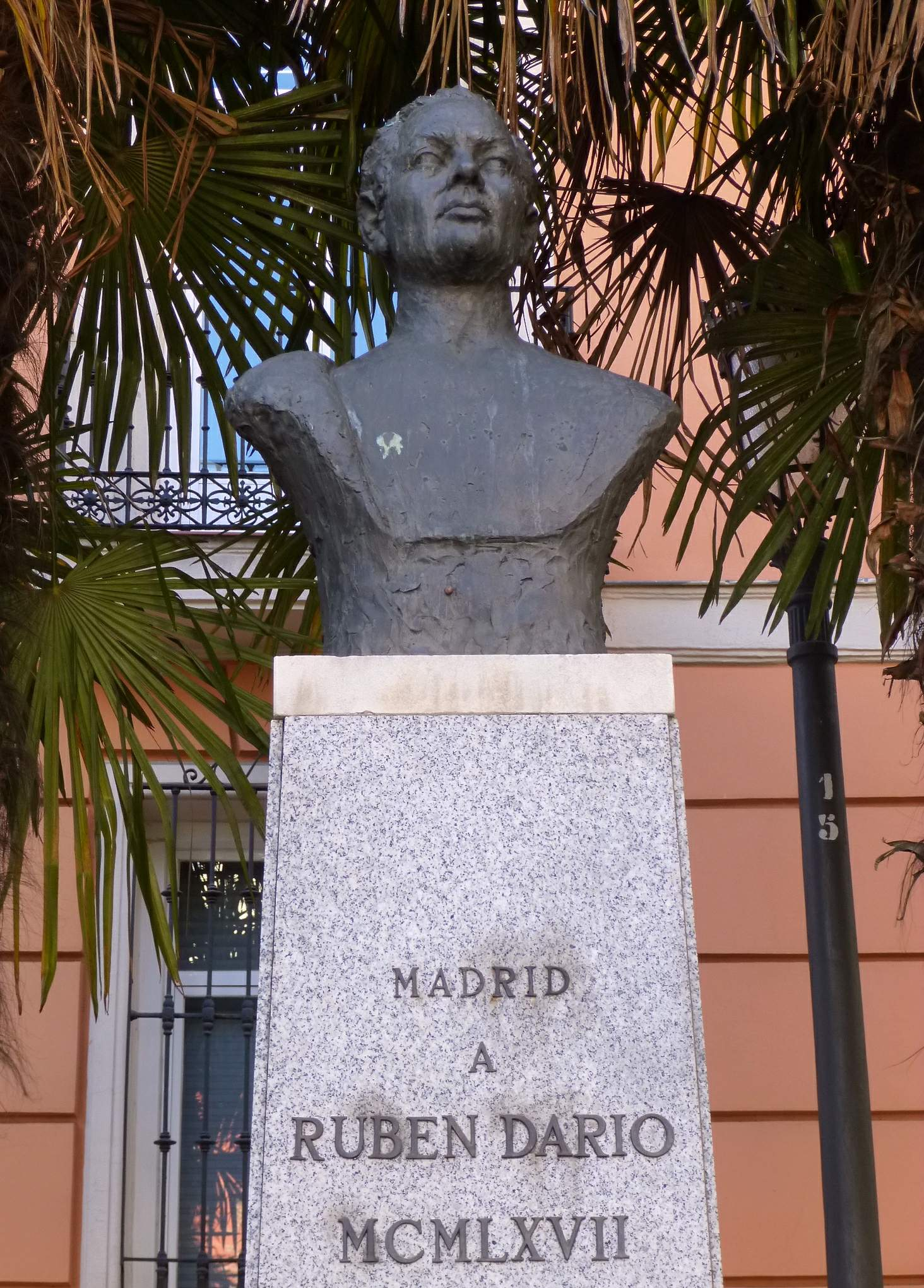
Glorieta de Rubén Darío en Madrid
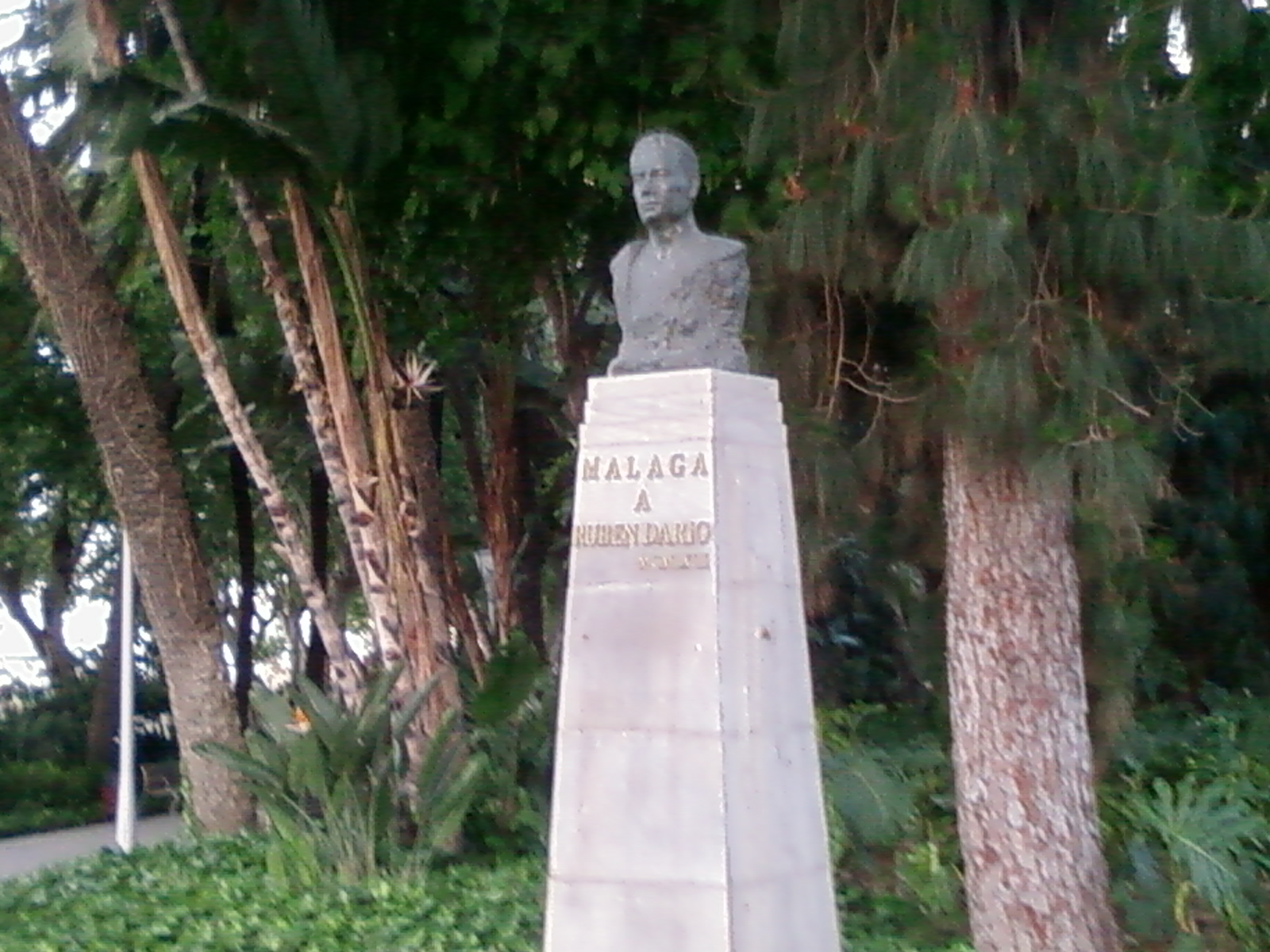
Monumento a Rubén Darío en el Parque de Málaga, en la ciudad homónima
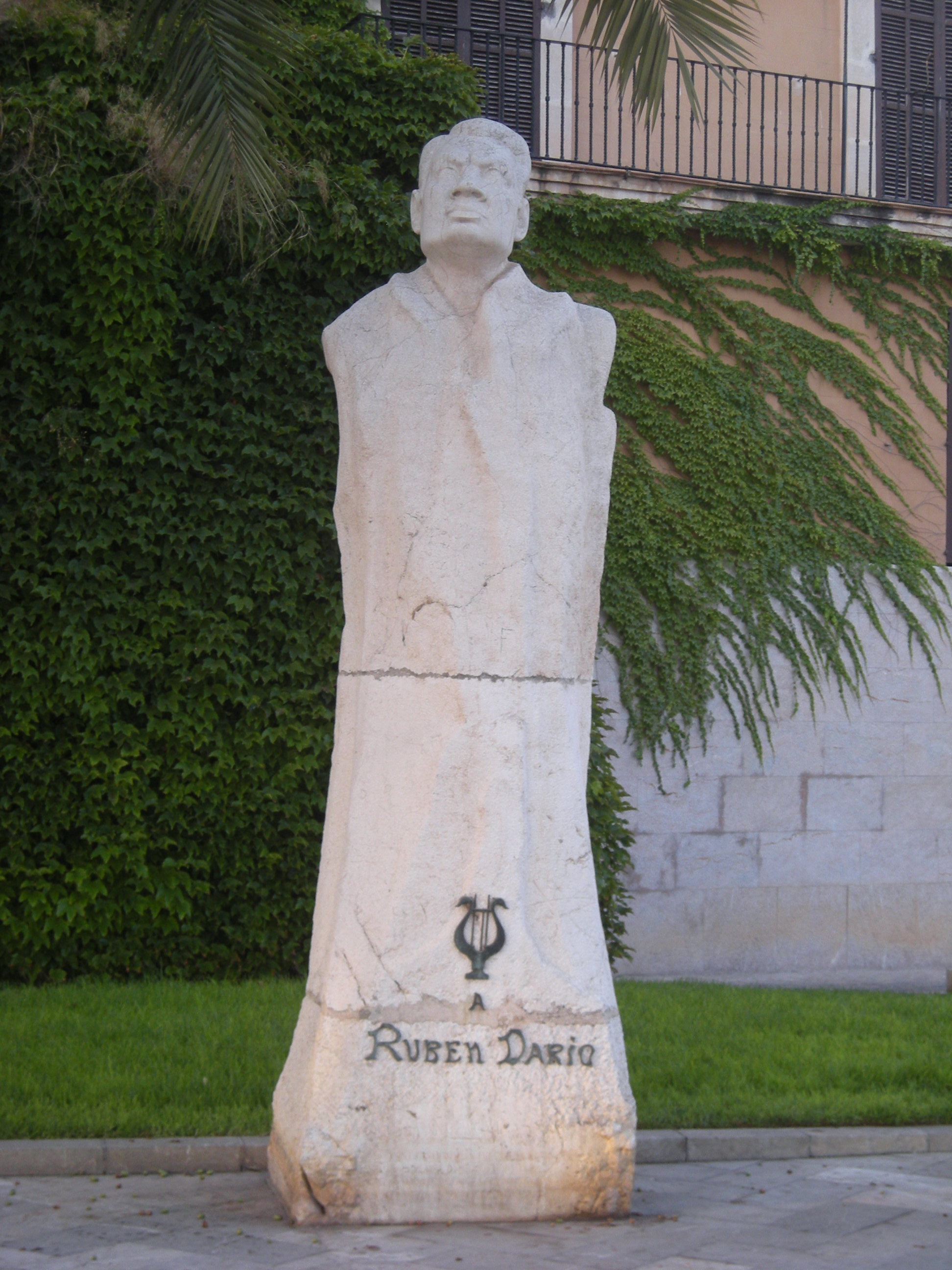
Estatua a Rubén Darío en el Paseo Marítimo de Palma de Mallorca
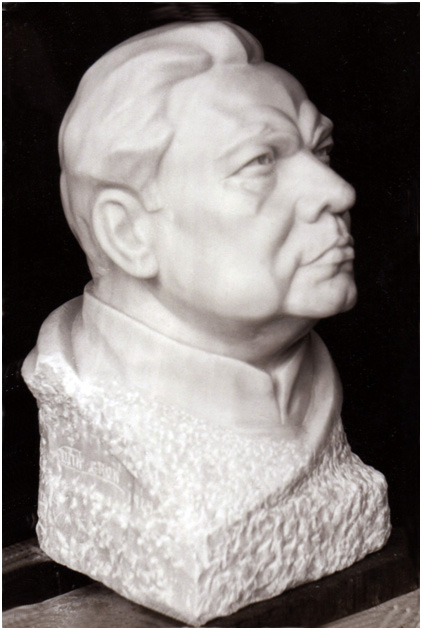
Busto de Darío esculpido por Edith Grøn, quien realizó más de treinta obras de arte en su honor
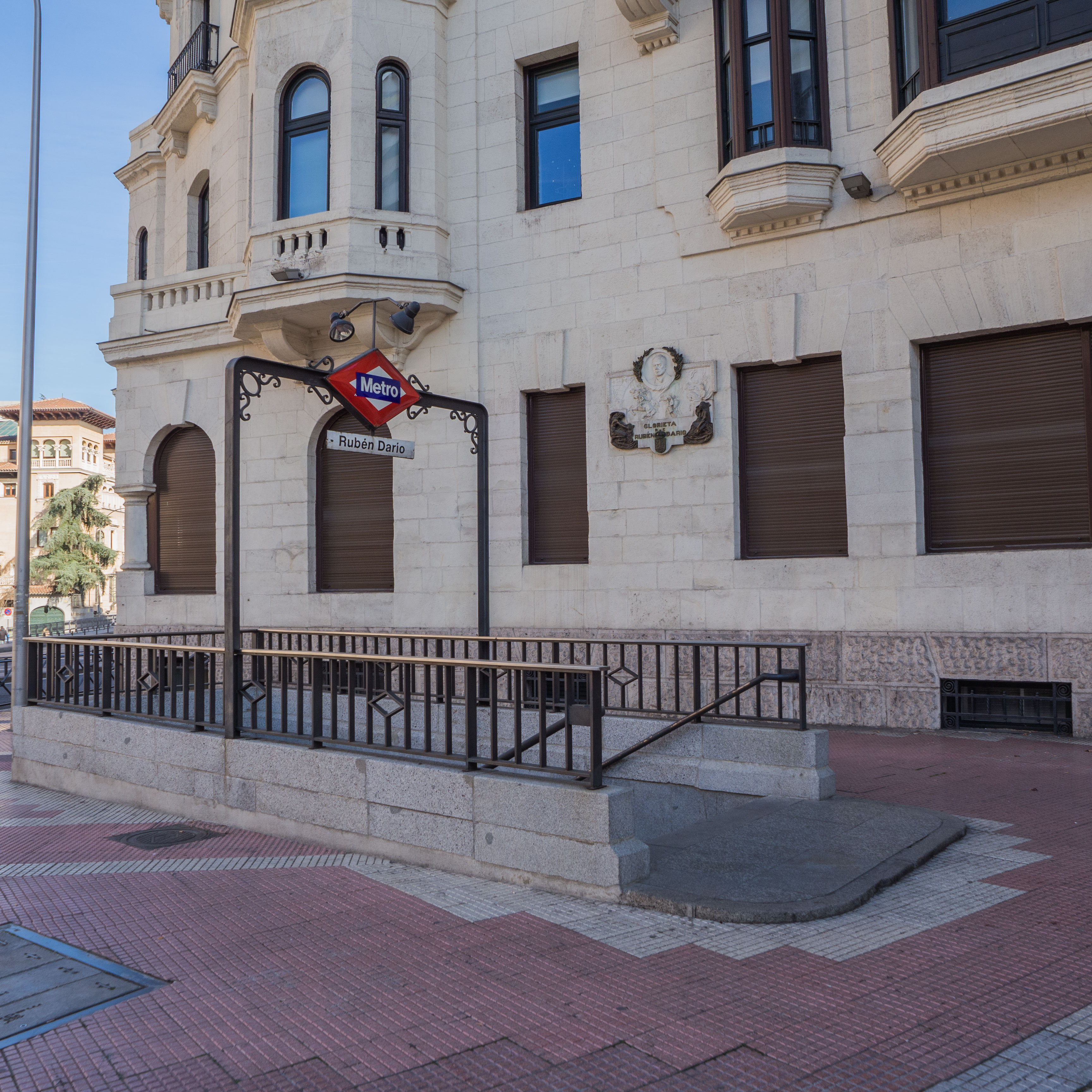
Estación de Rubén Darío del Metro de Madrid
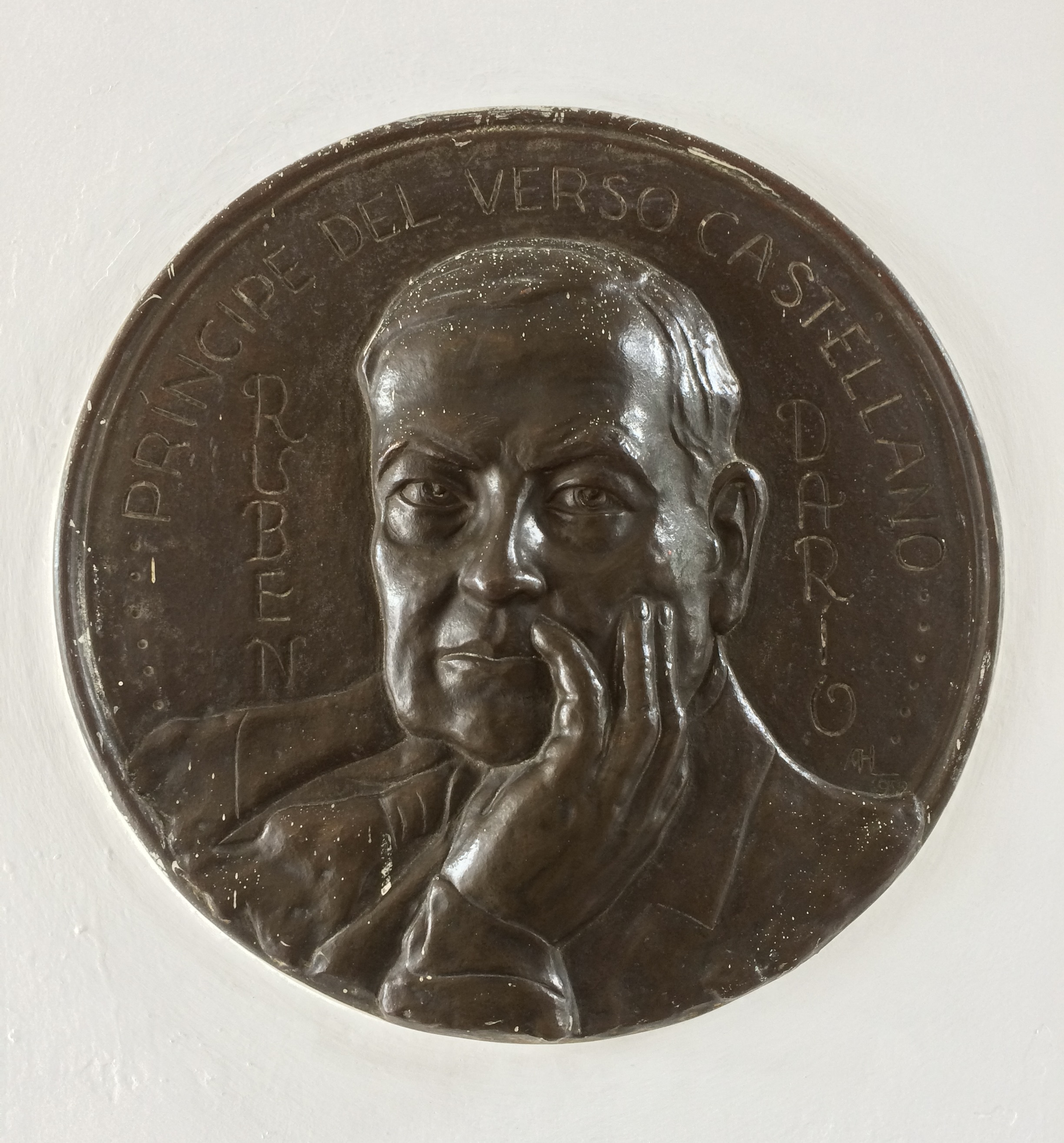
Placa conmemorativa en el Palacio Benjamín Carrión (CCE, Quito).

## Homenajes
- Orden de la Independencia Cultural «Rubén Darío»
  - Máxima distinción cultural concedida por la Presidencia de la República de Nicaragua a personajes o instituciones que se han destacado por sus aportes en diferentes campos de la cultura nicaragüense o extranjera.
- Premio Nacional «Rubén Darío»
  - Se reglamentó en Nicaragua el Premio Nacional Rubén Darío mediante Decreto n.º 5, aprobado el 2 de enero de 1942 y publicado en La Gaceta n.º 7 del 14 de enero de 1942.[57]
  - Este decreto (n.º 5) se derogó y se sustituyó en todas sus partes por el Decreto n.º 3, aprobado el 16 de diciembre de 1942 y publicado en La Gaceta n.º 4 del 11 de enero de 1943.[58]
  - Este premio fue sustituido por el Premio Internacional de Poesía Rubén Darío desde 2009.

- Premio Internacional de Poesía Rubén Darío
  - Convocado cada año por el gobierno de la República de Nicaragua a través del Instituto Nicaragüense de Cultura.
- Premio a la Excelencia Académica «Rubén Darío»
  - El Premio a la Excelencia Académica Rubén Darío reconoce el esfuerzo, perseverancia y constancia en la excelencia académica. Se entrega cada año, en el marco de la sesión de trabajo del Consejo Regional de Vida Estudiantil de Centroamérica y República Dominicana (CONREVE). Es el máximo galardón que entrega el Consejo Superior Universitario Centroamericano (CSUCA) a los estudiantes más destacados entre las 21 universidades de América Central y República Dominicana que conforman esa entidad regional.[59]
- Premio Bienal «Rubén Darío» y Concurso de Poesía y Prosa «Rubén Darío»
  - Otorgado por el Parlamento Centroamericano (PARLACEN).[60]
- Premio «Rubén Darío» de Poesía en Castellano
  - El Ayuntamiento de Palma convoca al premio Rubén Darío de Poesía en Castellano.[61]

- Premio Internacional de Literatura «Rubén Darío»
  - Convocado por el Grupo Editorial Sial Pigmalión.[62]
- Homenaje en La Garceta de la Ribera a Rubén Darío en enero-febrero de 2024.

## Obra

### Poesía (primeras ediciones)
- Abrojos. Santiago de Chile: Imprenta Cervantes, 1887.
- Rimas. Santiago de Chile: Imprenta Cervantes, 1887.
- Azul.... Valparaíso: Imprenta Litografía Excelsior, 1888. Segunda edición, ampliada: Guatemala: Imprenta de La Unión, 1890. Tercera edición: Buenos Aires, 1905.
- Canto épico a las glorias de Chile. Editor MC0031334: Santiago de Chile, 1887.[63]
- Primeras notas, [Epístolas y poemas, 1885]. Managua: Tipografía Nacional, 1888.
- Prosas profanas y otros poemas. Buenos Aires, 1896. Segunda edición, ampliada: París, 1901.
- Cantos de vida y esperanza. Los cisnes y otros poemas. Madrid, Tipografía de Revistas de Archivos y Bibliotecas, 1905.
- Oda a Mitre. París: Imprimerie A. Eymeoud, 1906.
- El canto errante. Madrid, Tipografía de Archivos, 1907.
- Poema del otoño y otros poemas, Madrid: Biblioteca «Ateneo», 1910.
- Canto a la Argentina y otros poemas. Madrid, Imprenta Clásica Española, 1914.
- Lira póstuma. Madrid, 1919.

### Prosa (primeras ediciones)
- Los raros. Buenos Aires: Talleres de «La Vasconia», 1896. Segunda edición, aumentada: Madrid: Maucci, 1905.
- España contemporánea. París: Librería de la Vda. de Ch. Bouret, 1901.
- Peregrinaciones. París. Librería de la Vda. de Ch. Bouret, 1901.
- La caravana pasa. París: Hermanos Garnier, 1902.
- Tierras solares. Madrid: Tipografía de la Revista de Archivos, 1904.
- Opiniones. Madrid: Librería de Fernando Fe, 1906.
- El viaje a Nicaragua e Intermezzo tropical. Madrid: Biblioteca «Ateneo», 1909.
- Letras (1911).
- Todo al vuelo. Madrid: Juan Pueyo, 1912.
- La vida de Rubén Darío escrita por él mismo. Barcelona: Maucci, 1913.
- La isla de oro (1915) (inconclusa).
- Historia de mis libros. Madrid, Librería de G. Pueyo, 1916.
- Prosa dispersa. Madrid, Mundo Latino, 1919.

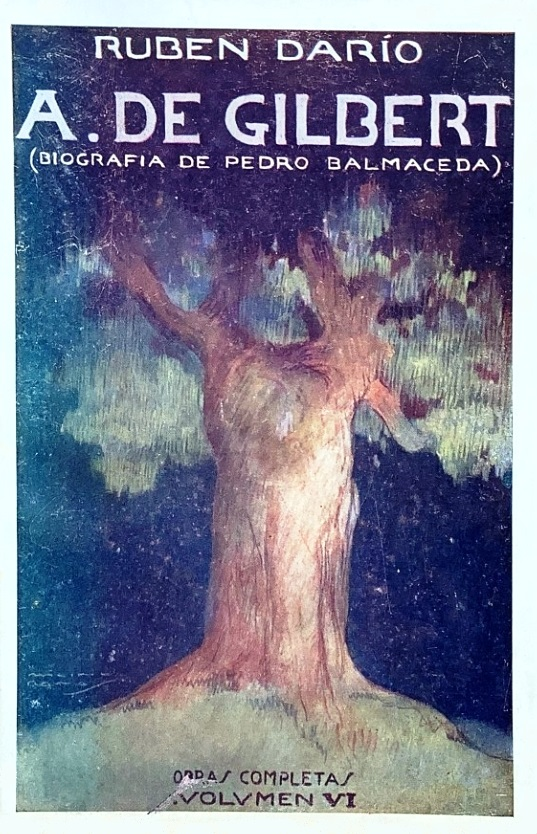
Obras completas v. IV (1924), ilustrado por Máximo Ramos.

### Obras completas
- Obras completas. Prólogo de Alberto Ghiraldo. Madrid: Mundo Latino, 1917-1919 (22 volúmenes).
- Obras completas. Edición de Alberto Ghiraldo y Andrés González-Blanco. Madrid: Biblioteca Rubén Darío, 1923-1929 (22 volúmenes).
- Obras poéticas completas. Madrid: Aguilar, 1932.
- Obras completas. Edición de M. Sanmiguel Raimúndez y Emilio Gascó Contell. Madrid: Afrodisio Aguado, 1950-1953 (5 volúmenes).
- Poesías. Edición de Ernesto Mejía Sánchez. Estudio preliminar de Enrique Ardenson Imbert. México: Fondo de Cultura Económica, 1952.
- Poesías completas. Edición de Alfonso Méndez Plancarte. Madrid: Aguilar, 1952. Edición revisada, por Antonio Oliver Belmás, en 1957.
- Obras completas. Madrid: Aguilar, 1971 (2 volúmenes).
- Poesía. Edición de Ernesto Mejía Sánchez. Caracas: Biblioteca Ayacucho, 1977.
- Obras completas. Madrid: Aguilar, 2003. (A pesar del título, solo contiene sus obras en verso. Reproduce la edición de Poesías completas de 1957).
- Obras completas. Edición de Julio Ortega con la colaboración de Nicanor Vélez. Barcelona: Galaxia Gutenberg, 2007. ISBN 978-84-8109-704-7. Está prevista la publicación de tres volúmenes (I Poesía; II Crónicas; III Cuentos, crítica literaria y prosa varia), de los que solo el primero ha aparecido hasta el momento.
- Libros poéticos completos. Yo soy aquel que ayer no más decía. Edición crítica coordinada por Ricardo de la Fuente y Francisco Estévez. Madrid: Fondo de Cultura Económica, 2018. ISBN 978-84-3750-789-7.